# 陈独秀
陈独秀（1879年10月9日—1942年5月27日），字仲甫，号实庵，1914年始用筆名独秀，安徽省安庆府怀宁县人，中国近现代思想家、政治家、革命家。1915年，他創辦了《新青年》雜志，是新文化运动的主要開創人和領袖之一。1920年起，他是中国共产党主要創始人之一及初期領袖，但於1927年因中国国民党清党，中共遭到重大打击，被共产国际认为负领导责任而被迫辭職，1929年因中东路事件中反对当时中共提出的“武装保卫苏联”的口号，並以托洛茨基主义立場批評中共，被中共开除党籍。後成爲中国托洛茨基主义的早期领袖之一，对斯大林主义进行了批判，1931年建立中国共产党左派反对派。1932年被國民黨政府判處“以文字為叛國之宣傳”罪。1937年因抗日战争爆发提前出獄，後脱离托派组织，并开始反思苏联模式的缺陷，进一步批判斯大林的极权主义，1942年在四川江津去世。
陳獨秀一生經歷複雜，對他的評價也複雜，而且隨時間變化。關於新文化運動，他自稱“蔡先生、適之和我，乃是當時在思想言論上負主要責任的人”，毛澤東稱他是“五四運動時期的總司令”。關於政治，1945年中國共產黨雖說評價他“做了啟蒙運動的工作，創造了黨”，但“1927年，以陳獨秀為代表的右傾思想，發展為投降主義路線，在黨的領導機關中占了統治地位，...以至於...這次革命終於失敗了”，近年來有學者認爲陳獨秀不應爲中共所謂“機會主義”的問題負責。1932年國民黨政府判處他犯了“以文字為叛國之宣傳”罪。1940年代，胡適稱他爲“終身的反對派”，“從苦痛的經驗中悟得近代民主政治的基本內容”。

## 名字
陈独秀字仲甫，家谱名庆同，科举名乾生，留学日本时名由己，办《安徽俗话报》时名三爱，辛亥革命后始名陈独秀，办《每周评论》时名只眼，号实庵，其他別名、筆名有40幾個。

## 生平

### 少年生活
清光緒五年八月廿四（1879年10月9日），陈独秀出生于當年的安徽省省會安庆府城内（属于怀宁县），家谱名庆同。2岁时，他的父亲陈衍中因疫情蔓延而病卒于苏州怀宁会馆，先后由祖父陈章旭以及长兄陈庆元抚养成人，在家中学习《四书》、《五经》。光緒二十二年（1896年），17岁的陈独秀通过院试成为秀才，科举名乾生，但在次年赴南京江南贡院参加乡試落榜，未能考中举人。光緒二十三年（1897年），考入杭州求是书院，学习法文和造船。同年接受家族包办婚姻，与高晓岚完婚後，前往南京再次参加乡试，仍然沒考上。
光緒二十四年（1898年），陈独秀前往東北的嗣父陈昔凡的住处。光緒二十五年（1899年）年底，义和团在山东起事，于是陈独秀回到安庆。

### 留学日本
光緒二十七年（1901年10月），陈独秀自费留学日本，进东京弘文学院师范科日语专业学习。
光緒二十八年（1902年3月），回国，组织青年励志社。9月，陈独秀再次赴日，读东京成城学校陆军科，陈独秀在日本受到西方社会主义思想的影响。
光緒二十九年（1903年3月31日）晚上，陈独秀、张继、邹容3人强行剪去湖北陆军学生监督姚昱的辫子，姚向清政府驻日本公使蔡钧控告，蔡照会日本外务部。于是，陈、张、邹等因此被日本政府强行遣送回国。

### 辦報、拒俄、反清、倒袁
陳獨秀回到安慶後，1903年5月17日在藏书楼組織抗議清廷與沙俄準備簽訂不平等條約的集會，发表拒俄演说抨击时政。王國楨、潘縉華、潘旋華、葛光廷等人也在會演說，抗議沙俄侵占東北。時有安徽高等學堂、武備學堂等300余人出席大會，會上決定成立安徽愛國會，創辦《愛國新報》。
陈独秀等人的活动引起当局不满，兩校學生被迫令退學，清廷並下令通緝。两江总督端方电饬安徽统领韩大武称︰「皖省之『励志学社』与东京拒俄义勇队互通声息，名为抗俄，实为排满，且密佈党羽，希图大举，务将何春台、陈仲甫一体缉获。”。韩大武的文案吴汝澄是陈独秀的朋友，得到端方电令后，连夜把消息透露给陈独秀。陈等人得到消息后逃往上海。至上海后，又和章士钊、谢晓石、张继等人出版《国民日日报》，社址设在新闸新马路梅初里。同年12月1日，上海地方政府禁止出售國民日日報。此后，他回到安庆。
1904年3月31日，陈独秀和房秩五、吴守一创办白话文《安徽俗话报》，“让安徽人通达时事，长点见识”。他担任所有编辑和发行工作。报纸在不到半年的时间内发行量从1000份增加到3000份，成为最受欢迎的白话文报纸之一。这份报纸从1904年到1905年共出刊23期，每期有40页，大约15000字。自第16版以后，该报又增加了16个话题，包括军事、中国哲学、卫生学、天文学等。这些增加的话题几乎都是他自己所写，他使用三愛这个笔名，至少发表了50篇文章。
1905年2月，將安徽旅湘公學遷到蕪湖，改名安徽公學。8月，結束了《安徽俗话报》的工作，投入辦學工作。夏，走訪各縣串連革命黨人，在芜湖发起成立反清组织“岳王会”并任总会会长。秋，执教芜湖皖江中学。1906年4月，創辦徽州初級示範學堂。
1907年春，因兩江總督端方發出通緝令，陈独秀第三次留学日本，入东京正则英语学校学习，后入早稻田大学学习法国等西欧文化。
1909年9、10月間，陈独秀从早稻田大學肄业回国，在杭州浙江陆军小学任国文史地教习。
1911年，辛亥革命爆发，陈独秀应安徽军政府都督孙毓筠邀请，回乡任安徽都督府秘书长和安徽高等学堂教务主任。
1913年，陈独秀追随柏文蔚参加反袁世凱“二次革命”，在芜湖一度遭龚振鹏逮捕，后获释。
1914年春，反袁运动失败后，陈独秀再度赴日本，协助章士钊办《甲寅》杂志，担任助编。第一次使用笔名“独秀”发表文章《爱国心与自觉心》一文，开宗明义提出“人民何故必建设国家？其目的在保障权利，共谋幸福，斯成立国家之精神。”文中指出，要有爱国心也要有自觉心，“恶国家甚于无国家”，如果是一个人民在其中没有权利，无幸福可言的国家，“瓜分之局，何法可逃，亡国之奴，何事可怖”，引起舆论哗然，不少人指责其不爱国。

### 新文化運動與五四運動

#### 新文化運動

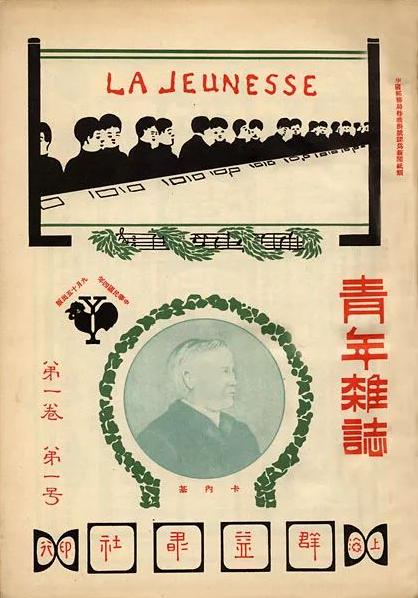
《青年杂志》第一期

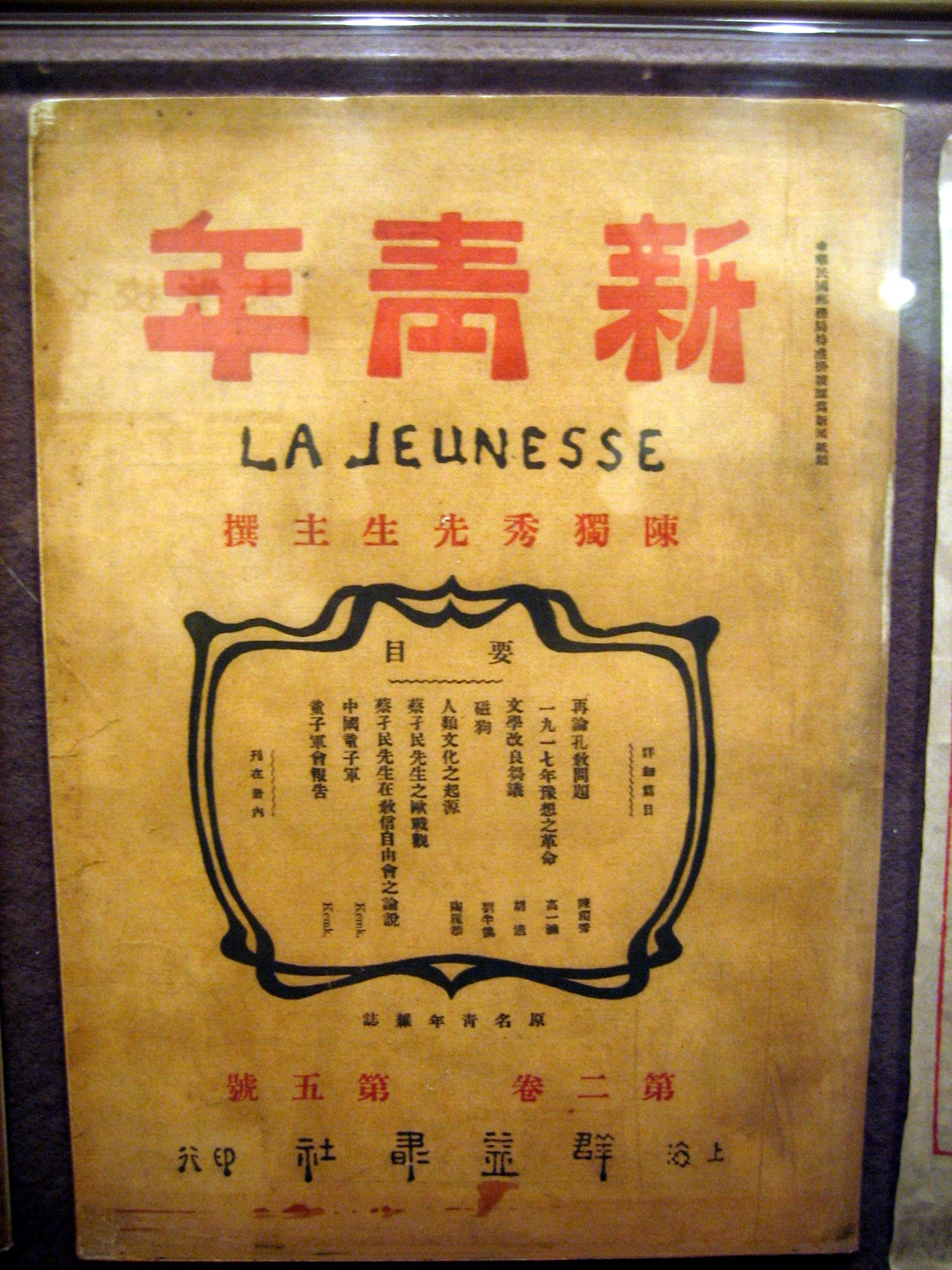
《新青年》

1915年夏，陳獨秀回到上海，住法租界嵩山路吉誼裏21號。9月15日創辦月刊青年雜誌，副題法文La Jeunesse，自任總編輯和主要撰稿人，由群益書社發行，次年更名為《新青年》。一般統稱為《新青年》。這是新文化運動的開始。
《青年雜誌》創刊號並無發刊詞，但在“通信”欄目中，回答讀者來信中講：“改造青年之思想，輔導青年之修養，為本誌之天職。批評時政，非其旨也”，這常常被當作《新青年》的宗旨。同期陳獨秀發表《敬告青年》，宣揚六種青年該有的精神，“一、自主的而非奴隸的；二、進步的而非保守的；三、進取的而非退隱的；四、世界的而非鎖國的；五、實利的而非虛文的；六、科學的而非想像的”，後來進一步提出“擁護那德莫克拉西（Democracy）和賽因斯（Science）兩位先生”，德先生（民主）與賽先生（科學）成爲新文化運動的標志性口號。
1917年1月，蔡元培就任北京大學校長，經由湯爾和介紹，即聘任陳獨秀為北京大學文科學長並教授文學。陳獨秀和《新青年》雜志在這裏如魚得水。《新青年》雜志的編輯進一步擴大到錢玄同、劉半農、陶孟和、沈尹默、胡適、高一涵、魯迅、周作人、李大釗。這一時期中國的著名思想家、文學家們也紛紛在該刊物上發表文章。《新青年》杂志和北京大学成为了新文化運動的主要陣地。
《新青年》雜志的宗旨是文化，而不是政治，但陳獨秀一直對政治非常關注，1918年11月27日，陳獨秀和李大釗合辦政治性更强的《每周評論》雜誌。
新文化運動包括很多方面，陳獨秀特別積極參與的包括：提倡白話、反對孔教、提倡新型家庭倫理、介紹西方社會和政治理念、評論時事等。
新文化運動得到很多支持，也帶來很多批評，北大内部的保守派成立“國故”社，外面的批評者包括林紓、學衡派、研究係等，政府也施加壓力。

#### 卸任北大文科學長
1919年3月1日，蔡元培在北大召開學長及“教授會”主任會議，通過《文理科教務處組織法》，決定暑假以後“文理合並，不設學長，而設教務長”。這是蔡元培已經設想構思了半年以上的一個改革。一個目的是“融通文理兩科之界限”，促進學科交流。另一個目的是將學長任命制改爲教務長選舉制，由各系的“教授會”主任選舉產生，推動“合議制”民主治校，這更是蔡元培進入北大就一直努力的目標。文科學長陳獨秀和理科學長夏元瑮將卸任學長，僅擔任教授一職，除非被推選為教務長。這是蔡元培教育思想的一個正常發展，得到兩位學長及教授會的共同支持，但後來卻捲入很多無關的爭議與流言之中。
陳獨秀一直受到很多的批評和爭議。他興起的新文化運動反對孔教、提倡白話，一直受到很多批評，有壓力排擠他和胡適等人，包括來自政府的壓力。對於陳獨秀個人，還有一個谣言是關於他嫖娼的事。嫖娼在當時社會屢見不鮮，蔡元培就任校長之前，北大有“探艷團”之惡名，蔡元培在北大組織“進德會”，提倡戒賭戒嫖等。
儘管有這些壓力，蔡元培一直頂住這些壓力。1919年3月8日，保守派林紓在《公言報》發表致蔡元培書，批評北大反孔和提倡白話，《公言報》也發社論支持，點名批評陳獨秀、胡適、錢玄同、劉半農、沈尹默。蔡元培於21日回信，為思想自由辯護。雖然批評文章沒有提到私德問題，蔡元培也用了幾句話對此進行解釋，他說：“嫖、賭、娶妾等事，本校進德會所戒也，教員中間有喜作側艷之詩詞，以納妾、狎妓為韻事，以賭為消遣者，茍其功課不荒，並不誘學生而與之墮落，則姑聽之。夫人才至為難得，若求全責備，則學校殆難成立。且公私之間，自有天然界限”。
除了批評以外，還流傳出陳獨秀等人被驅逐的謠言，蔡元培等人堅決闢謠。林紓的學生張厚載自1919年2月底，在《神州日報》散布消息，稱陳獨秀、胡適、陶孟和、劉半農四人因思想激進受政府幹涉，被驅逐出校，陳獨秀已經逃至天津。3月10日起，胡適、陳獨秀、蔡元培相繼公開登報闢謠。3月19日，蔡元培在《神州日報》上澄清：“陳獨秀並無辭職之事。...文理合並不設學長，而設一教務長以統轄教務，曾由學長及教授主任會議定（陳學長亦在場），經評議會通過，定於暑假後實行。...陳學長贊成不設學長之議，純粹為校務進行起見”。3月11日張厚載登報道歉，3月31日，張厚載被開除出北大。
但在做了這麼多澄清與抵制以後，蔡元培又確實部分地向壓力低頭了。3月26日，蔡元培與沈尹默、湯爾和等人開會。此時有流言說陳獨秀嫖妓鬧出風波，因爲爭風吃醋挖傷某妓下體泄憤。沈、湯二人是當年推薦陳獨秀之人，但此時都“力言其私德太壞”，“如何可作師表”。蔡元培同意提前實施改制。4月8日，北大召開“教授會”主任會議，決議提前實施《文理科教務處組織法》，馬寅初被選為教務長，文理學長陳獨秀、夏元瑮繼續聘為教授。多年以後，胡適在給湯爾和的信中批評他和蔡元培輕信“小報所記，道路所傳，無稽之談”，“當時外人借私行為攻擊獨秀，明明是攻擊北大的新思潮的幾個領袖的一種手段，而先生們亦不能把私行為與公行為分開，適墮奸人術中了。”
此後，夏元瑮得到經費出國遊學，陳獨秀在五四期間於6月12日散發傳單被捕，被捕后辭去教授職位，出獄後不久離開北京去上海。這些是後來的發展了。

#### 五四運動與被捕

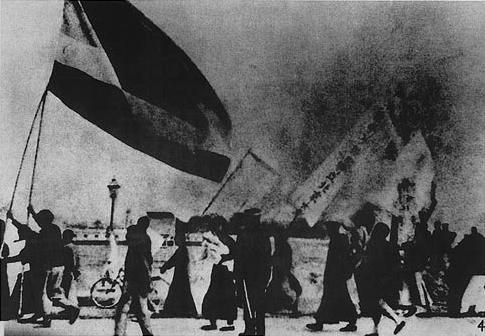
五四运动中，国立北京大学的游行队伍

1919年五四運動爆發。6月8日，陳獨秀在《每周評論》的“隨感錄”欄目發表短文《研究室與監獄》：“世界文明的發源地有二：一是科學研究室。一是監獄。我們青年要立志出了研究室就入監獄，出了監獄就入研究室，這才是人生最高尚優美的生活。從這兩處發生的文明，才是真文明，才是有生命有價值的文明。”6月11日，陳獨秀在北京城南新世界遊藝場散發《北京市民宣言》時被捕。他得到社會各界人士的關注與幫助，9月16日保釋出獄。

### 创立中国共产党
1917年俄国十月革命后，李大钊等开始研究马克思主义，1919年5月《新青年》杂志出版马克思主义专刊，但陈独秀没有写文章。
1919年秋，陈独秀出狱，1920年2月前往上海，住在上海法租界环龙路渔阳里2号。期间，陈独秀常与喜谈社会主义的戴季陶、张东荪过往。陈独秀出狱后开始对社会主义思想感兴趣，先后写了《實行民治的基礎》、《勞動者底覺悟》等有社会主义思想的文章，1920年5月《新青年》出版劳动节专号，探讨劳工问题。

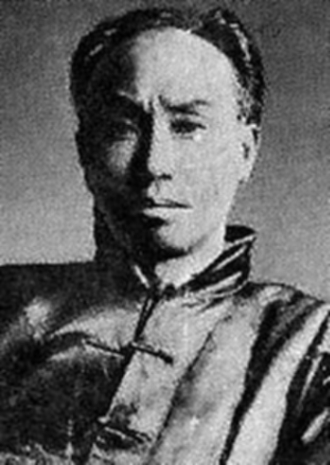
中共领袖时期的陈独秀

1920年4月，共产国际远东局成员、苏俄外交人民委员部远东事务全权代表维金斯基（吴廷康），带领担任翻译的俄籍华人杨明斋等助手来华。先找到李大钊，然后李大钊介绍他们认识陈独秀。陈独秀全面接触到马克思列宁主义，这是列宁版本的更激进的马克思主义。陈独秀迅速接受了马列主义，在维金斯基的支持下开始组建共产主义组织。8月，陈独秀、李汉俊、李达、陈望道、俞秀松等人建立上海共产主义小组，是中国共产党的前身。8月22日，俞秀松、罗亦农等人在陈独秀家中成立了社会主义青年团。同时，陈独秀发动、联络各地的建党工作，比如，1920年5月毛泽东来访，此后在陈独秀的指导下在湖南建党。陈独秀充分发挥他办刊物的特长，上海共产主义小组8月15日创办《劳动界》周刊，11月7日创办《共产党》月刊。陈独秀与胡适在《新青年》的办刊宗旨上发生分歧，陈独秀掌管了编辑权，9月在《新青年》发表《谈政治》，大张旗鼓地宣扬马列主义，开辟《俄罗斯研究》专栏，此后《新青年》成为广为流传的共产党理论宣传刊物。
1920年，陈炯明占领广州，孙中山率国民党中央由上海迁往广州，12月，陈独秀应邀前往广州任广东省教育委员会委员长，由李达做代理书记。陈独秀在广东省立女子师范学校、广东女界联合会发表演说，批评传统道德，引发当地守旧人士发起驱陈运动。1921年春，陈独秀与谭平山等人在广州建立了广州共产党。

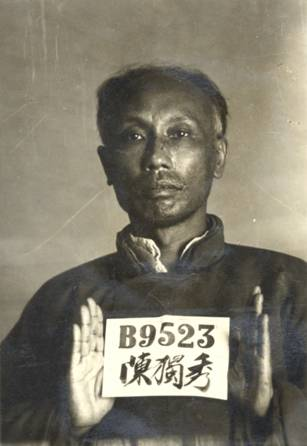
1921年10月4日被捕后的陈独秀

1921年7月，中共一大在上海召开，陈独秀在广东省教育委员会的工作正在紧要关头，没有前去出席，而是派新婚的陈公博为广州代表，又派包惠僧代表他出席，带去他的信件和4点意见：“一曰培植党员；二曰民权主义之指导；三曰纪律；四曰慎重进行征服群众政权问题。在会议上，陈独秀被缺席选为中央局书记。后来，广东的教育工作困难太多，党的工作又需要他，便辞去广东教育委员会的职位，9月回到上海。10月4日，他和杨明斋、柯庆施、包惠僧以及妻子高君曼5人曾一度被上海法租界巡捕房逮捕，被判罚100銀元。
陈后被选为党的第二届、第三届中央执行委员会委员长，第四届、第五届中央委员会的总书记。
1922年5月23日，陈独秀在广州的《广东群报》上发表文章《共产党在目前劳动运动中应取的态度》，提出中国共产党“在劳动运动的工作上，应该互相提携，结成一个联合战线”。
1922年7月16日至23日，在上海成都路召开中共二大。大会选举陈独秀为中央执行委员会委员长。8月9日，陈独秀再次被捕，罪名是家中藏有违禁书籍。最后判罚陈独秀大洋400元。

### 共产国际与国共合作
新生的中共在各方面都有赖于共产国际的帮助。1922年，共产国际指示中共加入中國國民黨，陈独秀和中共中央愿意两党合作，但反对加入国民党。4月6日，陈独秀给维经斯基写信，提出6条意见反对马林的提议，如两党革命宗旨不同、革命依据不同、盟友不同等。8月20日，马林召集西湖会议，施压之下，陈独秀和中共中央终于勉强表示服从，同意加入国民党。但要求国民党做出一些改革，取消宣誓服从孙中山的程序，根据民主原则改组国民党。随后陈独秀等中央部分党员先加入了国民党。并前往莫斯科参加于11月5日-12月5日召开的共产国际四大。1924年1月，国民党改组，国共合作正式开始。
陈独秀一度将中共中央迁往北京，但在1923年二七罢工后，吴佩孚通缉陈独秀、马林，于是再度迁回上海。不久再迁广州。1923年6月12日，陈独秀在那里主持召开中共三大，并再度当选为中央执行委员会委员长。1923年9月，中共中央迁回上海。
1927年3月21日，当國民黨北伐军占领龙华时，中共在上海发动工人武装暴动，陈独秀在北四川路横浜桥南郑超麟家里，向前线指挥部周恩来、赵世炎发布命令，攻打闸北天通庵车站、商务印书馆俱乐部和北火车站，占领了除租界以外的全上海。陈独秀一度想掌握进入上海的东路军第一军第一师师长薛岳，但是白崇禧将薛岳调走，换上刘峙，于是陈独秀下令加强上海工人纠察队，准备进行防御战（蒋介石到上海），陈独秀發表《告世界工人阶级书》和《告中国工人阶级书》。4月4日，陈独秀与刚从国外回来的汪精卫发表《汪、陈联合宣言》，并随汪去武汉。
4月12日，工人纠察队和蒋介石直接冲突，发生四一二政变，中共与蒋介石分裂，但中共仍然没有退出国民党，指望与国民党内左派及汪精卫武汉政府合作。其实陈独秀是要共产党退出国民党的，他几年来多次提议退出，但都被共产国际否决，一直处于两面为难的境地。陈独秀于4月底在中共五大仍然当选为总书记，但与共产国际的矛盾非常突出，大会基本被共产国际掌控。7月4日，中共江苏省委书记，陈独秀大儿子陈延年，被国民党逮捕处死。陈独秀最后实在无法忍受，便提出辞职。
7月12日，鲍罗廷遵照斯大林的指示，重新改组中共中央，由张国焘、张太雷、李维汉、李立三、周恩来组成临时中央局兼常委。7月13日，中共中央发表宣言，仍然坚持不退出国民党：“中国共产党中央委员会决定撤回参加国民政府的共产党员。...共产党员决无理由可以退出国民党，或者甚至于抛弃与国民党合作的政策”。7月15日，汪精卫发动七一五事变分共，共产党被动地与国民党最终分离。8月7日，新来的共产国际代表罗明那兹在汉口主持八七会议，禁止陈独秀参加，在会议上公开批判陈独秀对国民党妥协退让，犯有严重的“右倾机会主义”错误。陈独秀当时没有辩解，两年以后在《告全党同志书》中称机会主义问题的源头是共产国际和斯大林。1991年苏联解体后大量的文件解密，基本印证了陈独秀的说法。
1928年6月至7月，中国共产党第六次全国代表大会在苏联莫斯科召开，此前周恩来和王若飞亲访陈独秀，带来共产国际邀请陈独秀出席六大的口信，陈独秀反问“中国问题为什么要到外国去讨论？”拒绝出席。

### 开除出党、转向托派
1929年，从莫斯科回国的一些中共党员将托洛茨基主义带回中国。1929年9月，与彭述之、尹宽等人一起创建托派组织“无产者社”。
自从两年前辞职以后陈独秀一直保持沉默，但现在他打破了沉默，这激化了他与中共的矛盾，最终导致他被开除出党。
7月28日，他就中东路事件给中共中央写信，认为中共提出的“武装保卫苏联”的口号“太说教了”，“只有最觉悟的无产阶级分子能够接受，而不能够动员广大的群众”，中共中央非常激烈地回应，称他的提议是“跟著群众的落后意识跑，如社会民主党一样以欺骗的方法来取得群众，成了资产阶级的俘虏。...似乎只是策略的讨论，实际上是有极大的原则上不同”，陈独秀进一步激化矛盾，回信对中央的政策进行了全面的批评，此后双方互不让步，矛盾继续扩大。10月，共产国际指示，陈独秀只有认错，“才能继续留在党和共产国际的队伍内”。11月15日，中共中央决议将陈独秀开除党籍。陈独秀被开除以后发表《告全党同志书》和《我们的政治意见书》，将批评范围进一步扩大，对共产国际、斯大林、中共中央的政策进行了全面批评，认为有机会主义、盲动主义、官僚主义的错误。
1930年3月1日，《無產者》月刊創刊，陳獨秀主編:3547。
1931年5月，陈独秀出席中国各托派小组织的“统一大会”，被推选为统一后的托派组织“中国共产党左派反对派”中央总书记。

### 受审与入狱

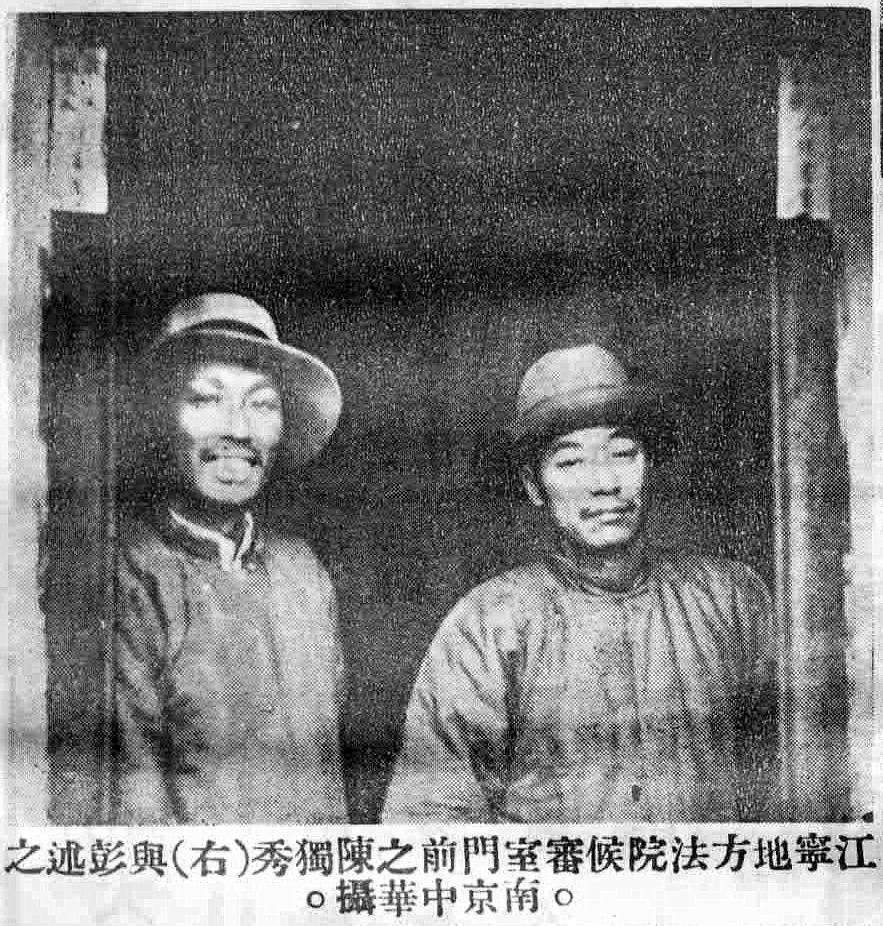
江寧地方法院候審室門前之陳獨秀與彭述之

1932年10月15日，在国民党巨额悬赏多年后，陈独秀被上海公共租界巡捕房以创办非法政党的罪名逮捕，随后移交南京政府。国民党各地党部、省主席、司令等纷纷致电中央要求予以严惩，共产党也发表消息和称他为资产阶级走狗、反共先锋的评论。另一方面，已经成为名动全国的大律师的章士钊主动免费为陈出庭辩护，胡适、傅斯年等人纷纷出来为其说话。
1932年12月8日，德國科學家爱因斯坦去电蒋介石，请求将其释放。此外，知名的學者罗素、杜威等人也向蒋介石做出同样请求。但蒋介石不为所动。
1933年4月，陈独秀一案在江宁地方法院开庭审判，检察官以“危害民国”罪起诉陈独秀。章士钊在法庭慷慨陈词，赢得旁听一片赞誉。当陈独秀听到章士钊说“托洛茨基派与国民党取掎角之势以清共”时，登时脸色大变，愤然起身，想打断章的辩护，却被法警制止。章士钊长达53分钟的辩护话音甫落，陈独秀立即严辞声明：“章律师之辩护，以其个人观察与批评，贡献于法院，全系其个人意见，并未征求本人同意。至本人之政治主张，应以本人文件为根据。”结果，陈被“以文字为叛国之宣传”判处有期徒刑13年。囚禁于南京老虎桥第一监狱。此后，其自辩的《辩诉状》和章士钊的辩护词在天津《益世报》全文登载，其他报纸也纷纷报道，一时轰动全国，曾出版过《独秀文存》的亚东书局公开出版了陈案的资料汇编，还被上海沪东大学、东吴大学选为法学系的教材。判刑后囚禁于南京。在南京狱中，陈利用国民党的优待条件，大量阅读古今中外的书籍，潜心研究中国古代语言文字、孔子、道家学说等，完成了不少有价值的学术论著。
1936年3月，在《火花》发表了《无产阶级与民主主义》，指出“最浅薄的见解，莫如把民主主义看作是资产阶级的专利”。称“民主主义乃是人类社会进步的一种动力。”“斯大林不懂得这一点，抛弃了民主主义，代之于官僚主义，乃至于把党，把各阶级苏维埃，把职工会，把整个无产阶级政权，糟蹋得简直比考茨基所预言的还要丑陋。”

### 晚年
国共合作抗日以后，1937年8月23日陈独秀提前获释:274。在与博古、叶剑英的沟通中，陈独秀向中国共产党表示支持、并表示支持抗日民族统一战线，但是在托派问题上不予明确答复:275。之后中共中央称只要陈承认当年的错误就可以恢复党籍:276。陈独秀出狱后在报纸上发布声明：“我不代表任何人，我已不隶属于任何党派。”晚年陈独秀书信来往的对象主要是中国托派成员。
在苏联共產黨清洗托派的情勢下，陈独秀於1938年中期被中國共產黨抹黑攻擊，指控其為「汉奸」
，由王明、康生為首，採用苏联把托洛茨基及托派或观点類近者打擊成法西斯德国间谍的模式，把陈独秀一派打成日本汉奸，掀起一场「肃托」运动。王明、康生等人:277在一些共产党的刊物上说陈独秀接受日本津贴，做“日特汉奸”:276；陈写信驳斥，表示自己不允许“人人相互妄指他人为汉奸，以为任何政治势力的宣传手段”:279。虽然事件没有进一步发展下去，但两者关系已经恶化。王明失势后，周恩来曾多次托人劝说陈独秀去延安，均被拒绝:280。陈独秀为此对好友说，党内的熟人都已经离去或逝去，现在对共产党已不熟悉。
此后他拒绝出任劳动部长，拒绝蒋介石出資让他组织“新共党”，拒绝胡适的邀请去美国，拒绝谭平山要他出面组织第三党的建议。
先后住在武漢、重慶。在重慶住院时，周恩来、朱蕴山都去医院看望过他，周恩来更资助他100银元，都被他拒绝。实际上当时他仅靠微薄稿费收入支撑，最后更被赶出医院。陈最后长期隐居在四川江津，以教书为生，保持低调。继续关注时局发展，坚持共产主义理念，但对苏联和中国的共产主义运动中缺乏民主的问题进行了反思。
1942年5月12日中午，陈独秀以医生介绍的偏方，泡制蚕豆花茶水，据称可治高血压。但其所用之蚕豆花有部分已发霉，用开水泡过后，汁水呈黑色，且味不正。陈独秀喝了此水中毒，最终于5月27日晚21:40分在四川江津鹤山坪石墙院（现在位于重庆）逝世，享年63岁。

## 思想
陳獨秀從早年辦《安徽俗話報》和“岳王會”開始，就與文化和革命結緣。他一生的政治思想變化很大，也與中國社會的思想變遷息息相關。特別是在民主的問題上，他從歐美的民主觀，發展到馬列主義的無產階級專政觀，到後期又部分地回歸。胡適稱他爲“終身的反對派”，“從苦痛的經驗中悟得近代民主政治的基本內容”。

### 白話運動/文學革命
陳獨秀很早就開始推廣白話，他於1904年創辦白話文的《安徽俗話報》，“俗話”就是現在所講的“白話”。辦報的旨意之一是“要把各項淺近的學問，用通行的俗話演出來，好教我們安徽人無錢多讀書的，看了這俗話報，也可以長點見識”。
《新青年》雜志將“推廣白話”擴展為一個更大規模的運動。1916年，陳獨秀與胡適認識，胡適寫信談了他對文學改良的想法，陳獨秀非常認同，發表在《新青年》的通信欄目裏，並邀請胡適進一步闡釋。1917年1月，《新青年》發表了胡適的《文學改良芻議》，引起熱烈反響，夏志清認爲：“文學革命開始於1917年胡適的文章《文學改良芻議》”。陳獨秀積極響應，在下一期發表了《文學革命論》。胡適稱爲“改良”，陳獨秀稱爲“革命”，二人的分別在此可見一斑。陳獨秀是先談革命，再談文學：“吾苟偷庸懦之國民，畏革命如蛇蠍，...不知其為開發文明之利器故。...余甘冒全國學究之敵，高張‘文學革命軍’大旗，以為吾友（胡適）之聲援。旗上大書特書吾革命軍三大主義：曰‘推倒雕琢的、阿諛的貴族文學，建設平易的、抒情的國民文學’；曰‘推倒陳腐的、鋪張的古典文學，建設新鮮的、立誠的寫實文學’；曰‘推倒迂晦的、艱澀的山林文學，建設明了的、通俗的社會文學’。”
此後陳獨秀一直是白話運動的堅定倡導者，他向錢玄同、劉半農、周作人、魯迅等白話運動的支持者積極約稿，魯迅前後在《新青年》發表了《狂人日記》等五部小説，奠定了他的文壇巨匠的地位。從1918年開始《新青年》基本上完全是白話文。胡適評價陳獨秀對文學革命的三大貢獻：“一、由我們的玩意兒變成了文學革命，變成三大主義。二、由他才把倫理道德政治的革命與文學合成一個大運動。三、由他一往直前的精神，使得文學革命有了很大的收獲”。胡適還説，“胡適自己常說他的歷史癖太深，故不配作革命的事業。文學革命的進行，最重要的急先鋒是他的朋友陳獨秀。...（胡適）這種態度太和平了。若照他這個態度做去，文學革命至少還須經過十年的討論與嘗試。但陳獨秀的勇氣恰好補救這個太持重的缺點。...當日若沒有陳獨秀‘必不容反對者有討論之餘地’的精神，文學革命的運動決不能引起那樣大的註意”。
陳獨秀也積極參與國語推廣、漢字拉丁化等運動。1928年著有《中國拼音文字草案》，但未能出版，1932-1937年他在監獄裏還積極從事文字和拼音問題的研究，去世多年以後，2001年中華書局有出版《陳獨秀音韻學論文集》，2006年北京圖書館出版社出版《陳獨秀先生遺稿》。

### 反孔非儒
陳獨秀從小受傳統教育但内心十分叛逆。他出身書香門第、官宦世家，他17歲便考取秀才，但心裏卻“鄙薄科举”，1897年18嵗去參加鄉試沒有中舉人，卻接觸到了康梁新學，“吾輩后生小子，憤不能平，恆於廣座為康先生辨護，鄉裡瞀儒，以此指吾輩為康黨，為孔教罪人，側目而遠之”。
陳獨秀的個人生活也很叛逆。1897年他18嵗便由父母包辦婚姻娶了妻，但與舊式妻子感情不和，1909年，陳獨秀與在北京師大讀書的小姨高君曼公開同居、結婚，“和家庭脫離了關係，甚至他父親要告他”。陳獨秀後來對高君曼移情別戀，於1925年分居，後來又有兩任妻子。當時新派人物在主張解放婚姻的同時是主張廢除娼妓的，認爲都是婦女解放的一部分，但陳獨秀在這一點上卻很放任自我，北京期間因爲嫖妓鬧得滿城風雨。
1904年，陳獨秀在《安徽俗話報》上發表文章《婚姻》，批評中國傳統婚姻倫理:“我們中國人，於夫婦一事不甚講究，草草了事，往往不合情理。...現在世界萬國結婚的規矩，要算西洋各國頂文明。他們都是男女自己擇配，相貌才能性情德行，兩邊都是旗鼓相當的。...天生男女都是一樣，怎麽男子可以退女人，女人就不可以退男人呢？...男人死了，（如果女人）自己本來願意改嫁，若是拘了守節、體面、請貞表、樹節孝坊種種迂腐的話，不能改嫁，真是冤沉苦海了”。
1915年，陳獨秀創辦《新青年》，在創刊號的《敬告青年》中就批評孔教：“周禮崇尚虛文，漢則罷黜百家而尊儒重道，名教之所昭垂，人心之所祈向，無一不與社會現實生活背道而馳”。1916年10月，發表《駁康有爲‘致總統總理書’》，稱“孔教與帝制，有不可離散之因緣”。
此後，《新青年》發表了易白沙、吳虞等等的反對孔教的文章，魯迅的《狂人日記》等小説劍鋒直指孔教，還有各種反對傳統婚姻和家庭的文章。這些思想受到很多批評，但最終改變了整個中國社會。

### 哲學與政治思想
陳獨秀的哲學與政治思想變化比較大，需要分成不同時期來説明。

#### 新文化運動時期（1915-1920）
陳獨秀在新文化運動中提出要“擁護那德莫克拉西（Democracy）和賽因斯（Science）兩位先生”，這二者成爲整個新文化運動的標志性口號，他後來對這二者的理解有一個巨大的變化過程。
- 關於科學：陳獨秀說科學是“綜合客觀之現象，訴之主觀之理性，事事求諸證實”[62]。這跟胡適的實驗主義基本上是一樣的。

- 關於民主：關於民主具體的形式，陳獨秀在1920年1月的《實行民治的基礎》中，談到如何用漸進改良的法子在中國構建一個真正的民主社會，他的大多數想法來自杜威，“拿英、美做榜樣”，從基層民主開始，構建“地方自治與同業聯合”兩種基層民主組織，辦理基層的教育、選舉、社會保障等“實際需要”，參加這些組織“不應當有財產、地位限制”，“是在現社會現經濟制度之下的行動，並非什麽過激的辦法”，“我們所渴望的是將來社會制度的結合生活，我們不情願階級爭鬥發生”[63]。

- 關於社會主義：五四以前，陳獨秀並沒有表現出對社會主義思想的興趣，1917年1月，十月革命之前，當有人寫信要《新青年》宣揚社會主義時，他說：“社會主義理想甚高，學派也甚複雜，惟是說之興，中國似可緩於歐洲。因產業未興，兼並未盛行也”[64]。十月革命以後，李大釗等人開始研究馬克思主義，《新青年》於1919年5月刊出了馬克思主義專號，但陳獨秀沒有參與。他認爲十月革命的“過激派”有功有過有待觀察[65][66]。
      等到他五四被捕然後出獄之後，他開始對社會主義類的思想表現出很大的興趣。1919年12月，他寫了《實行民治的基礎》，構思建立基層的民主自治組織，其理論基礎是“杜威博士關於社會經濟（即生計）的民治主義的解釋，可算是各派社會主義的公同主張”。然後他參與了北京工讀互助團的建立，1920年5月《新青年》刊出了勞動節專號，調查各地工人的生活工作狀況，他自己親自寫了《上海厚生紗廠湖南女工問題》和《勞動者底覺悟》：“世界勞動者的覺悟，計分二步：第一步覺悟是要求待遇改良，第二步覺悟是要求管理權”。這些都是溫和的社會主義思想的萌芽，他接受馬克思列寧主義是共產國際代表維經斯基來了以後的事。

- 關於西方國家：陳獨秀非常崇尚西方文明，他認爲“代表東洋文明者，曰印度，曰中國。...其品質舉未能脫古代文明之窠臼，名為近世，其實猶古之遺也。可稱曰近世文明者，乃歐羅巴人之所獨有，即西洋文明也”[67]，他倡議“建設西洋式之新國家，組織西洋式之新社會”[68]。他對西方國家也有批評，批評是具體的，比如針對日、德，針對“軍國主義、金力主義”[69]，此外總的來説對西方國家非常友好，五四期間，當巴黎和會沒能解決山東問題的時候，他説：“我們中國現在有什麽力量抵抗外人？全靠國民團結一致的愛國心，或者可以喚起列國的同情幫我們説點公道話”[70]。
      他嚴厲批判義和團：“不由人要回顧一段可笑可驚可惱可悲的往事。義和團無故殺了德國公使克林德氏，各國聯軍打破了北京城，為須要中國在克林德就害的地方設立一塊石碑，方肯罷休；你說中國何等可恥！義和團何等可惡！...現在德國的民黨，正在要革那皇帝和軍國主義的命，協約國乘勢將德國打敗；我們中國人也乘勢將這塊克林德碑拆毀；大家都喜歡的了不得，都以為這塊國恥的紀念碑已經拆毀，好不痛快！在我看來，這塊碑實拆得多事。...這過去造成義和拳的原因，第一是道教，第二是佛教，第三是孔教，第四是中國戲，第五是守舊黨。...我國民要想除去現在及將來國恥的紀念碑，必須要叫義和拳不再發生；要想義和拳不再發生，非將制造義和拳的種種原因完全消滅不可。...現在世上是有兩條道路：一條是向共和的科學的無神的光明道路；一條是向專制的迷信的神權的黑暗道路。”[71]

- 關於基督教：陳獨秀對基督教有很多批評但也有所欣賞，表示要避免因爲基督教“發生紛擾問題”。他説：“宗教之功，勝殘勸善，未嘗無益於人群。然其迷信神權，蔽塞人智，是所短也”[72]。“因為近代歷史學、自然科學都是異常進步，基督教的‘創世說’‘三位一體說’和各種靈異，無不失了威權，大家都以為基督教破產了。我以為基督教是愛的宗教，我們一天不學尼采反對人類相愛，便一天不能說基督教已經從根本崩壞了。...基督教在中國行了幾百年，我們沒得著多大利益，只生了許多紛擾，...平心而論，實在是中國人的錯處多，外國人的錯處不過一兩樣。他們這一兩樣錯處，差不多已經改去了。我們今後對於基督教問題，不但要有覺悟，使他不再發生紛擾問題；而且要有甚深的覺悟，要把耶酥崇高的、偉大的人格和熱烈的、深厚的情感培養在我們的血裏，將我們從墮落在冷酷、黑暗、汙濁坑中救起。除了耶穌底人格、情感，我們不知道別的基督教義。這種根本教義，科學家不曾破壞，將來也不會破壞。”[73]

#### 中國共產黨時期（1920-1929）
- 關於社會主義：1920年4月，共產國際代表維經斯基來華，先找到李大釗，然後李大釗給他介紹了陳獨秀，此後陳獨秀開始廣泛地接觸馬克思列寧主義，這是列寧版本的更加激進的馬克思主義。陳獨秀的思想迅速地轉變。半年以後，1920年9月，他寫的第一篇與馬克思主義相關的文章《談政治》，就已經很激烈地為“勞動階級專政”辯護了[74]，這已經是很純正的馬列主義了。這跟4個月前，他在《勞動者底覺悟》中說“勞動者要求待遇改良，要求管理權”，判若兩人。到了12月1日，他已經開始與非馬克思主義的其他社會主義者（基爾特社會主義者張東蓀）開始激烈的辯論了[75]。他接受了歷史唯物主義、剩餘價值、階級鬥爭、帝國主義、無產階級專政等觀念，他認爲這些很科學[76]，而且馬列主義關於革命的觀念也很合他胃口[77]。他在很多問題上的看法跟自己以前不一樣了，於是與自由主義者產生分歧（見下關於科學、民主、帝國主義、基督教）。他與其他社會主義者，如無政府主義者、基爾特社會主義者激烈辯論[78][79]，他與共產國際在一些看法上產生分歧（見下關於國共合作）。他的很多想法跟托洛茨基很接近，但這時候他並不知道，要到1929年他才接觸到托洛茨基的學説。

- 關於科學：陳獨秀認爲馬克思主義是科學的社會主義[76]，胡適認爲馬克思主義不科學[80]。在科學與人生觀的論戰當中，陳獨秀認爲歷史唯物主義是能夠解決歷史和人生觀問題的科學：“只有客觀的物質原因可以變動社會，可以解釋歷史，可以支配人生觀，這便是‘唯物的歷史觀’。...唯物史觀所謂客觀的物質原因，在人類社會，自然以經濟（即生產方法）為骨幹。唯物史觀的哲學者也並不是不重視思想、文化、宗教、道德、教育等心的現象之存在，惟只承認他們都是經濟的基礎上面之建築物，而非基礎之本身”[81][82]。胡適不認同歷史唯物主義，認爲“客觀的物質原因”應該包括“經濟組織、知識、思想等等”[83]，陳獨秀認爲胡適陷入了“心物二元論”。

- 關於民主：陳獨秀認爲資本主義社會的民主是假民主，主張通過階級鬥爭和無產階級專政來達到最終的無階級的真民主。“（有些人）反對馬格斯底階級戰爭說很激烈，他們反對勞動專政，拿德謨克拉西來反對勞動階級底特權。他們忘記了馬格斯曾說過：...階級對抗的理由和一切階級本身，也是應該掃除的；因此勞動階級本身底權勢也是要去掉的。...我敢說：若不經過階級戰爭，若不經過勞動階級占領權力階級地位底時代，德謨克拉西必然永遠是資產階級底專有物，也就是資產階級永遠把持政權抵制勞動階級底利器”[84]。胡適不認為共產主義是民主[80]。

- 關於西方國家：中國的反帝運動是共產國際策劃并且指導實施的。1920年，列寧和共產國際決定，“必須向一切國家，特別是落後國家的最廣大的勞動群衆不斷地説明和揭露帝國主義列强一貫進行的欺騙”[85]，1922年遠東勞苦人民大會向各國社會主義者傳達了這一精神[86]。列寧關於帝國主義的理論建立在剩餘價值的理論基礎上，他認爲，“帝國主義是資本主義的壟斷階段”，“專靠剪息票來掠奪全世界”，“資本輸出是帝國主義壓迫和剝削世界上大多數民族和國家的堅實基礎”[87]。陳獨秀接受了列寧的理論，從所有制來判斷什麽是帝國主義，而不是從是否有領土的侵略來判斷。按照這種理論，沒占領中國土地的美國是帝國主義，西方發達資本主義國家都是帝國主義，他們的經濟體制是他們的原罪，他們的一切行爲都包藏禍心：向中國出口是“爭奪市場”，從中國進口是“掠奪”，借錢給中國是要“支配中國”，庚子留學是培植“親美政治勢力”，辦慈善是“假惺惺”，辦教育是“文化侵略”，承認北洋政府是培植“傀儡政府”、“延長中國的糾紛情勢”，等等[88][89]。相反，占領了中國150萬平方公里的苏俄不是帝國主義，因爲它現在是共產主義國家了。1929年中東路事件發生的時候，陳獨秀支持蘇聯繼續占有中國的中東路，因爲“中國自己收回中東路，在此時的確是有害無利的幻想，...帝國主義者之間必然因互奪中東路遲早要導入第二次大戰。...蘇俄和帝國主義不同，蘇俄是反帝國主義的大本營，蘇俄是被壓迫民族聯合戰線的領導者”[90]。
      1922年美國召集華盛頓會議，討論巴黎和會遺留下來的中日間的山東問題，陳獨秀跟巴黎和會的時候不一樣，這次對美國充滿敵意[91]。當華盛頓會議基本解決了山東問題以後，他并沒有改變看法，反而稱華盛頓會議是將“歷來各帝國主義者的互競侵略，變為協同的侵略”[92][93]。胡適對於這種廣泛地反帝非常不同意，他認爲很多的西方國家，特別是美國，并不是帝國主義，他們中的許多人真誠地幫助中國[94]。不過胡適這樣的反對意見非常孤單，反帝運動在中國如火如荼地開展起來了。
      陳獨秀現在評論義和團跟以前截然相反：“一般人不但忽略了它的重要，並且對它懷著兩個錯誤的觀念：第一個錯誤的觀念，憎惡義和團是野蠻的排外。他們只看見義和團排外；他們不看見義和團排外所以發生之原因——鴉片戰爭以來全中國所受外國軍隊、外交官、教士之欺壓的血腥與怨氣！...第二個錯誤觀念，以為義和團事件是少數人之罪惡，列強不應因少數人之故懲罰全中國人民以巨額負擔。他們不曾統觀列強侵略中國，是對於全民族的，不是對於少數人的。劇烈的列強侵略，激起了劇烈的義和團反抗，這種反抗也是代表全民族的意識與利益，決不是出於少數人之偶然的舉動。...義和團的野蠻，義和團的頑舊與迷信，義和團時的恐怖空氣，我都親身經驗過，我讀八十年來中國的外交史、商業史，我終於不能否認義和團事件是中國民族革命史上悲壯的序幕”[95]。胡適稱陳獨秀的觀點改變是“翻手為雲覆手為雨的訟棍行爲”[96]

- 關於基督教：中國的非基督教運動是共產國際策劃并且指導實施的。1920年，列寧和共產國際決定，“必須同落後國家内具有影響的僧侶及其他反動的和中世紀式的分子作鬥爭”[85]，1922年，共產國際帶領中國共產黨發起了有組織的非基督教運動[97]。1922年3月21日陳獨秀、李大釗、蔡元培等77人發表《北京各學校非宗教同人霰電》：“教毒日熾，真理易泯，邪說橫行，人道弗彰，我國本為無教之國，乃近代受害，日趨日深，近聞世界耶教學生第十一次開(大)會，今年四月，又欲舉行於我北京首都之地，亦將於我中國，宣傳迷信，繼長增高，同人等特發起組織非宗教大同盟，依良心之知覺，掃人群之障霧，本科學之精神，吐進化之光華”。4月4日，李大釗、陳獨秀、蔡元培等12人發表《非宗教宣言》；3月31日，周作人等5人則發表《主張信教自由宣言》：“我們不是任何宗教的信徒，我們不擁護任何宗教，也不贊成挑戰的反對任何宗教。我們認為人們的信仰，應當有絕對的自由，不受任何人的幹涉，除去法律的制裁以外，信教自由，載在約法，知識階級的人應首先遵守，至少也不應首先破壞。我們因此對於現在非基督教非宗教同盟的運動表示反對”。此後雙方公開辯論若干回合。

- 關於國共合作[98][99]：國共合作是蘇俄與共產國際策劃并且指導實施的。1920年，列寧和共產國際決定，可以“支持落後國家的資產階級民主運動”，只要“這種運動的代表人物不阻礙我們用革命精神去教育、組織農民和廣大被剝削群衆”，這種有進步意義的資產階級民主運動被稱爲民族革命運動[100]。1921年10月，馬林在考察了中國國民黨以後，就建議國共合作。1922年1月的遠東勞苦人民大會上，列寧親自向國共兩黨代表詢問“是否可以合作”[101]，國共代表表示同意。但陳獨秀和中共的想法是平等合作，當馬林提出讓共產黨員加入國民黨時，中共拒絕了，施壓之下，陳獨秀等人讓步了，但要求國民黨做出一些改革，取消宣誓服從孫中山的程序，根據民主原則改組國民黨。1924年1月，國民黨改組，國共合作開始。
      陳獨秀四次提出不參加或者退出國民黨（1922年7月中共二大[102][103]，1925年10月五卅運動后[104][105]，1926年中山艦事件後[106][107]，1927年四一二事件后多次政治局會議上[108]），一次提出爭奪領導權（1926年北伐出發時）[109]，一次提出武裝共產黨（1926年中山艦事件后）[110]，一次提出武裝對抗蔣介石（1927年3月上海工人三次武裝起義后）[111]，全部被共產國際拒絕，陳獨秀失望之下最後辭職[112]。當然陳獨秀自己也發表過很多贊同國共合作的言論，他自己説：“我自從一九二〇年（民國九年）隨諸同誌之後創立本黨以來，忠實的執行了國際領導者史大林、季諾維也夫、布哈林等機會主義的政策，使中國革命遭了可恥的悲慘失敗，雖夙夜勤勞而功不抵過。”[113]1927年7月13日，陳獨秀辭職以後，中共中央發表宣言，仍然堅持國共合作：“中國共產黨中央委員會決定撤回參加國民政府的共產黨員。...共產黨員決無理由可以退出國民黨，或者甚至於拋棄與國民黨合作的政策”[33]。7月15日，汪精衛發動七一五事变分共，共產黨被動地結束了國共合作。
      此後，陳獨秀被中共批判為右傾機會主義[114]和右傾投降主義[11]，承擔國共合作失敗的主要責任。[98]1929年，陳獨秀寫了《告全黨同志書》爲自己辯護，稱國共合作中的“機會主義”錯誤主要是共產國際造成的。與這段過程相關的共產國際的文件在1991年蘇聯解體后陸續開放，基本印證了陳獨秀的陳述。中共對共產國際在這件事上的作用，評價也有所變化，從1945年稱“陳獨秀拒絕執行共產國際和斯大林同志的許多英明指示”[11]，到2001年稱“共產國際也作出過許多錯誤的指示，這對釀成陳獨秀右傾機會主義錯誤有直接影響。”[115]

#### 托派時期（1929-1932）
- 關於社會主義：1928年底托洛茨基主義傳入中國，陳獨秀讀到以後感覺很有共鳴，成爲了托洛茨基主義者。托洛茨基總的來説比斯大林更左，所以陳獨秀成立的反對派自稱中國共產黨左派反對派，陳獨秀批评斯大林和中共中央犯了“機會主義”的錯誤，他説：“斯大林以‘一個國家建設社會主義’之保守理論對於以‘不斷革命論’為出發點的托洛茨基派，不斷的加以攻擊與迫害。...(在蘇聯國內，)不特別註意發展國家工業，不發動農村階級鬥爭，而實行對富農寬容，...（在國際）不敢堅決的發動無產階級之階級鬥爭，而企圖用外交政策及拉攏上層妥協的分子，...（在中國）不敢徹底侵犯帝國主義及中國資產階級的利益，不要無產階級太露頭角，始終要求中國共產黨屈服在國民黨組織之內，不要退出國民黨而真正獨立起來，直接領導群眾，只要資產階級的國民黨及其將軍們領頭做革命”。在這一點上，中共則反稱“機會主義”的錯誤是因爲陳獨秀“違反共產國際的指示”造成的。陳獨秀和中共互相指責對方是右傾機會主義。另外，托洛茨基提倡黨内民主，陳獨秀說斯大林和中央犯了“官僚主義”的錯誤，中共稱他是“極端民主化”。陳獨秀在武裝暴動的策略上比較謹慎，說中央犯了“盲動主義”的錯誤，中共當時反稱陳獨秀犯了“取消主義”的錯誤，後來自己也批判李立三左傾冒險主義。[116][117][11]1931年九一八事件以後，陳獨秀迅速表態堅決抗日。[118]

- 關於民主：托洛茨基提倡黨內民主，陳獨秀這麽講：“德漠克拉西，是各階級為求得多數意見之一致以發展其整個的階級力所必需之工具，他是無產階級民主集權制之一原素，沒有了他，在黨內黨外都只是集權而非民主，即是變成了民主集權制之反面官僚集權制。在官僚集權制之下，蒙蔽，庇護，腐敗，墮落，營私舞弊，粉飾太平，萎靡不振，都是相因而至的必然現象。現在中央政策，竟在反對‘極端民主化’的名義之下，把黨內必需的最小限度德漠克拉西也根本取消，並不是什麼‘相當縮小’。...為改正這些錯誤之總的路線，...在組織上，盡可能的擴大黨內需要的德漠克拉西，例如支部及區委都實行選舉制，如有可能，省委也不可例外，黨員對於黨的政策有“自我批評”的自由，各級黨部開會有討論政策及工作方法的白由，黨員間政治上意見不同的爭辯，准其在黨報上發表”。[119]他還特別點名批評斯大林：“史大林搞官僚主義，...為鏟除異己，把黨的德莫克拉西剝削幹凈，一切重要問題都不許公開討論，全黨黨員非史大林之言不敢言，只有在附和史大林或被處罰這兩條道路中選擇一條，此外別無道路可走”[116]。值得一提的是，提倡黨内民主的中國托派，一直派系林立，彼此爭論不休，一開始就出現四派，借著托洛茨基和陳獨秀的很大努力才統一在一起，但爭論并未停止，陳獨秀入獄期間和之後仍然與他們有很多辯論。
      陳獨秀這裏談到的民主是黨内的，關於全社會的民主，他認爲資產階級民主和無產階級民主有“階級的分歧”，比如無產階級民主要消滅“一切壓迫與榨取”，要“剝奪榨取階級參加的權利”，無產階級和貧農需要“歸納於無產階級專政的鐵的紀律範圍之内”。蘇維埃既是無產階級民主[120]，也是“無產階級獨裁”[121][122]，現在譯為“無產階級專政”[123]。是通過暴力手段來實現的:“真的民主政治，絕不是和平方法可以實現的，只有工人貧農、一切勞苦大衆以血來推翻整個的榨取階級，實現立法權力和執行權力合一化的蘇維埃政制，才能夠表現出來。”。他談到“國民會議”的問題，這是國民黨在推行的一種名義上的代議制度，陳獨秀支持普選的國民會議，他將這作爲一個“過渡的民主要求”，一個鬥爭手段，借此“結合群衆，爭取群衆的信仰”，但國民會議并非最終目的，最終目的是通過“暴動”實現蘇維埃。[124][125][126][127]

#### 監獄期間（1932-1937）
- 關於社會主義：陳獨秀在監獄期間受到特殊待遇，還能夠做研究和通信，他繼續與監獄外的托派書信來往，進行政治問題辯論。陳獨秀和其他托派中央委員被捕后，托派組織凋零，為前面的方向爭論不已。針對1931年九一八事件後國民黨的不抵抗政策，陳獨秀的提議是“打倒國民黨，國民會議萬歲”[128]，“國民會議鬥爭，在這一鬥爭中打擊國民黨軍事專政，以至無產階級奪取政權，發展中國經濟”[129]，他還批評蘇聯已經墮落成一個官僚國家[130]。托派内部一些人認爲他太右，彭述之説他“將蘇維埃盡量説成一文不值，...而用刷子將國民會議刷成最光輝美麗的顔色”[131]，劉仁靜説他“對資產階級發生幻想”[132]。但實際上托派已經步履維艱，這些辯論都只是局限於理論而已。

- 關於民主 在陳獨秀監獄時期的後期，1936年3月，陳獨秀發表了《無產階級與民主主義》，他第一次提出了“民主本身并不含有階級性”，這是他後期民主思想的開端。[133][134]

#### 出獄以後（1937-1942）
- 關於社會主義：陳獨秀被釋放以後堅決支持國共合作抗戰，不因私人和黨派的恩怨，或者階級的分別，而有絲毫含糊，他説：“在民族危急存亡的今日，全中國不分在朝在野的各黨各派，如果認為民族利益高於黨派利益，無可猶疑的應該避免無關於抗戰勝負之根本政策的爭論，而以全力用在民族解放的戰爭上面”。但是同時他保持自己的獨立思想，國民黨的拉攏他不理，對共產黨他絕不肯認錯，後來因爲中共誣陷他是漢奸而關係變得非常敵對[135]，托派的教條主義他也不同意，他説自己“不隸屬於任何黨派”[7]，他認爲需要“科學的而非宗教的重新估計布爾雪維克的理論”，心目中的終極理想社會是“政治上民主主義和經濟上的社會主義”的結合體[8]，但是在當下的中國現實中，他主張“毅然決然采用資本主義制來發展工業，...資本主義是中國經濟發展必經的過程，要來的東西讓它快點來，不要害怕它”[136]。

- 關於民主：在這種獨立或者説孤立的狀態下，他對民主的思考有了進一步的發展。他現在認爲民主是超階級超社會制度的，如果沒有民主， “無產階級獨裁” —— 就是現在所譯為的“無產階級專政”[123] —— 的結果只能是“黨的獨裁，領袖的獨裁”。他甚至説要“重新估計布爾雪維克的理論”。他稱英法美的民主是“不徹底的”，但還是相對最好的，蘇德是“法西斯”[137]，中共有“事實上采用和法西斯特同樣的手段”[138][139]。他心目中的理想社會是“政治上民主主義和經濟上的社會主義”的結合體。胡適稱他“從苦痛的經驗中悟得近代民主政治的基本內容”[14]。陳獨秀説：

非大眾政權固然不能實現大眾民主，如果不實現大眾民主，則所謂大眾政權或無級獨裁（注：無產階級獨裁），必然流為史大林式的極少數人的格柏烏（注：GPU，蘇聯國家政治保衛局，克格勃前身）政制，這是事勢所必然，並非史大林個人的心術特別壞些。

史大林的一切罪惡，乃是無級獨裁製之邏輯的發達，試問史大林一切罪惡，那一樣不是憑藉著蘇聯自十月以來秘密的政治警察大權，黨外無黨，黨內無派，不容許思想、出版、罷工、選舉之自由，這一大串反民主的獨裁製而發生的呢？
（七） 應該毫無成見的領悟蘇俄二十餘年來的教訓，科學的而非宗教的重新估計布爾雪維克的理論及其領袖之價值，不能一切歸罪於史大林，例如無產階級政權之下民主制的問題。
（八） 民主主義是從人類發生政治組織，以至政治消滅之間，各時代（希臘、羅馬、近代以至將來）多數階級的人民，反抗少數特權之旗幟。「無產階級民主」不是一個空洞名詞，其具體內容也和資產階級民主同樣要求一切公民都有集會、結社、言論、出版、罷工之自由。特別重要的是反對黨派之自由，沒有這些，議會或蘇維埃同樣一文不值。

（九） 政治上民主主義和經濟上的社會主義，是相成而非相反的東西。民主主義並非和資本主義及資產階級是不可分離的。無產政黨若因反對資產階級及資本主義，遂並民主主義而亦反對之，即令各國所謂「無產階級革命」出現了，而沒有民主製做官僚制之消毒素，也只是世界上出現了一些史大林式的官僚政權，殘暴、貪污、虛偽、欺騙、腐化、墮落，決不能創造甚麼社會主義，所謂「無產階級獨裁」，根本沒有這樣東西，即黨的獨裁，結果也只能是領袖獨裁。任何獨裁都和殘暴、蒙蔽、欺騙、貪污、腐化的官僚政治是不能分離的。

## 著作
- 《独秀文存》全三册，上海亚东图书馆，1922年；安徽人民出版社，1987年12月重印，统一书号: 11102-101
- 《陈独秀文章选编》全三册，三联书店，1984年6月，
- 《陈独秀选集》，天津人民出版社，1990年；
- 《陈独秀著作选》全三册，上海人民出版社，1993年，
- 《陈独秀著作选编》全六册，上海人民出版社，2009-1-1，ISBN：9787208081413
- 《陈独秀文集》全四册，人民出版社，2013年。

电子版
- 《陈独秀文集》上中下三册，湖南省青苹果数据中心有限公司。
- 《陈独秀诗集》，湖南省青苹果数据中心有限公司。
- 《陈独秀杂文集》，湖南省青苹果数据中心有限公司。
- 《陈独秀演讲录》，湖南省青苹果数据中心有限公司。

## 轶事
据陈独秀自己在《实庵自传》中所讲述，他在1896年（当时他17岁）时参加怀宁县院试，当时的考的是“鱼鳖不可胜食也材木”这种截搭题，“我对于这样不通的题目，也就用不通的文章来对付，把《文选》上所有鸟兽草木的难字和《康熙字典》上荒谬的古文，不管三七二十一，牛头不对马嘴，上文不接下文地填满了一篇皇皇大文”，“谁也想不到我那篇不通的文章，竟蒙住了不在通的大宗师，把我取了第一名，这件事使我更加一层鄙薄科举”。

## 評價
- 陳獨秀
  - 五四運動，是中國現代社會發展之必然的產物，無論是功是罪，都不應該專歸到那幾個人；可是蔡先生、適之和我，乃是當時在思想言論上負主要責任的人。[9]
  - 我自從一九二〇年（民國九年）隨諸同誌之後創立本黨以來，忠實的執行了國際領導者史大林、季諾維也夫、布哈林等機會主義的政策，使中國革命遭了可恥的悲慘失敗，雖夙夜勤勞而功不抵過。[99]
  - 有人稱讚我疾惡如仇，有人批評我性情暴燥，其實我性情暴燥則有之，疾惡如仇則不盡然，在這方面，我和我的母親同樣缺乏嚴肅堅決的態度，有時簡直是優容奸惡，因此誤過多少大事，上過多少惡當，至今雖然深知之，還未必痛改之，其主要原因固然由于政治上之不嚴肅，不堅決，而母親的性格之遺傳，也有影響罷。[140]

- 胡適
  - 因為他是一個“終身反對派”，所以他不能不反對獨裁政治，所以他從苦痛的經驗中悟得近代民主政治的基本內容，“特別最重要的是反對黨派之自由。”[14]
  - 獨秀在北大，頗受我與孟和（英美派）的影響，故不致十分左傾。獨秀離開北大之後，漸漸脫離自由主義者的立場，就更左傾了。[141]

- 魯迅
  - 我的來做小說，也並非自以為有做小說的才能，...但是《新青年》的編輯者，卻一回一回的來催，催幾回，我就做一篇，這裏我必得記念陳獨秀先生，他是催促我做小說最著力的一個。[142]
  - 我做小說，是開手於一九一八年，《新青年》上提倡「文學革命」的時候的。...這些也可以說，是「遵命文學」。不過我所遵奉的，是那時革命的前驅者的命令，也是我自己所願意遵奉的命令，決不是皇上的聖旨，也不是金元和真的指揮刀。[143]

- 毛澤東
  - 《新青年》是有名的新文化運動的雜誌，由陳獨秀主編。當我在師範學校做學生的時候，我就開始讀這一本雜誌。我特別愛好胡適、陳獨秀的文章。他們代替了梁啟超和康有為，一時成了我的模範。...我第一次同他見面是在北京。當時我在國立北京大學，他對我的影響也許比其他任何人的影響都大。...我在李大釗手下擔任國立北京大學圖書館助理員的時候，曾經迅速地朝著馬克思主義的方向發展。我在這方面發生興趣，陳獨秀也有幫助。...我第二次到上海去的時候，曾經和陳獨秀討論我讀過的馬克思主義書籍。在我一生中可能是關鍵性的這個時期，陳獨秀表明自己信仰的那些話給我留下了深刻的印象。”[144]
  - 北伐勝利，轟轟烈烈。可是這一時期的末尾一段，我們黨搞得不好，出了一個陳獨秀主義。後來，陳獨秀反對我們，搞成托陳取消派，走到反革命方面去了。但是關於陳獨秀這個人，我們今天可以講一講，他是有過功勞的。他是五四運動時期的總司令，整個運動實際上是他領導的。他與周圍的一群人，如李大釗同誌等，是起了大作用的。我們那個時候學習作白話文，聽他說什麽文章要加標點符號，這是一大發明，又聽他說世界上有馬克思主義。我們是他們那一代人的學生。五四運動，替中國共產黨準備了幹部。那個時候有《新青年》雜誌，是陳獨秀主編的。被這個雜誌和五四運動警醒起來的人，後頭有一部分進了共產黨。這些人受陳獨秀和他周圍一群人的影響很大，可以說是由他們集合起來，這才成立了黨。我說陳獨秀在某幾點上，好象俄國的普列漢諾夫，做了啟蒙運動的工作，創造了黨，但他在思想上不如普列漢諾夫。普列漢諾夫在俄國做過很好的馬克思主義的宣傳。陳獨秀則不然，甚至有些很不正確的言論，但是他創造了黨，有功勞。普列漢諾夫以後變成了孟什維克，陳獨秀是中國的孟什維克。德蘇戰爭以後，斯大林在一篇演說裏把列寧、普列漢諾夫放在一起，聯共黨史也說到他。關於陳獨秀，將來修黨史的時候，還是要講到他。[10]
  - 1955年10月11日，中共七届六中全会上，毛泽东在做结论时说道：“谁不犯一点错误呢？无论是谁，总要犯一些错误的，有大有小。不可救药的人总是很少的，比如陈独秀、张国焘、高岗、饶漱石，还有陈光、戴季英。除了这样极少数之外，其他的人都是能够挽救的，都是能够经过同志们的帮助去改正错误的”[145]
  - 我党从建党时期到北伐时期，虽有陈独秀披着马克思主义外衣的资产阶级思想，但比较生动活泼。十月革命胜利后的第三年，我们建了党，参加党的人都是参加“五四”运动和受其影响的青年人。十月革命后，列宁在世，阶级斗争很尖锐，斯大林尚未上台，他们也是生动活泼的。陈独秀主义来源于国外社会民主党和国内资产阶级。这个时期，虽发生了陈独秀主义的错误，一般说没有教条主义。[146]
  - 一九二一年我党成立，只有几十个人……陈独秀没有到会，因为他有威望，选他当总书记，可是他不成材，他不成器，他是伯恩斯坦主义，民主革命他干，是激进派，社会主义他不懂，他不懂不断革命，犯了错误。[147]
  - 陈独秀那个人是不讲民主的。今天我听你讲了十分钟，陈独秀办不到，他不听。……不过陈独秀也有个长处，就是不爱财。他穿的衣服倒是干干净净的，办公桌上的东西都是摆得整整齐齐的。[148]

- 中國共產黨
  - （1945年評價） 在中國新民主主義革命的第一個時期中，在一九二一年至一九二七年，特別是在一九二四年至一九二七年，中國人民的反帝反封建的大革命，曾經在共產國際的正確指導之下，在中國共產黨的正確領導的影響、推動和組織之下，得到了迅速的發展和偉大的勝利。中國共產黨的全體同誌，在這次大革命中，進行了轟轟烈烈的革命工作，發展了全國的工人運動、青年運動和農民運動，推進並幫助了國民黨的改組和國民革命軍的建立，形成了東征和北伐的政治上的骨幹，領導了全國反帝反封建的偉大鬥爭，在中國革命史上寫下了極光榮的一章。但是，由於當時的同盟者國民黨內的反動集團在一九二七年叛變了這個革命，由於當時帝國主義和國民黨反動集團的聯合力量過於強大，特別是由於在這次革命的最後一個時期內（約有半年時間），黨內以陳獨秀為代表的右傾思想，發展為投降主義路線，在黨的領導機關中占了統治地位，拒絕執行共產國際和斯大林同誌的許多英明指示，拒絕接受毛澤東同誌和其他同誌的正確意見，以至於當國民黨叛變革命，向人民突然襲擊的時候，黨和人民不能組織有效的抵抗，這次革命終於失敗了。[11]
  - （1951年評價） 陳獨秀的十宗罪：一、機會主義的二次革命論；二、右傾機會主義；三、右傾投降主義路線；四、托陳取消派；五、反蘇；六、反共產國際；七、反黨；八、反革命；九、漢奸；十、叛徒。[149]
  - （2001年評價） 這次大革命失敗的原因，從客觀上說，一是帝國主義和封建勢力的聯合力量比革命陣營的力量要強大得多，並且有更多的政治經驗；二是國民黨背信棄義地對共產黨及其領導的工農群眾發動突然襲擊。在主觀上，是陳獨秀等人在後期犯了右傾機會主義的錯誤。......中國共產黨作為共產國際的一個支部，直接受共產國際的指導。共產國際及其代表雖然對大革命起了積極的作用，但由於他們並不真正了解中國的情況，也作出過許多錯誤的指示，出了一些錯誤的主意。幼年的中國共產黨，還難以擺脫共產國際的錯誤指導。這對釀成陳獨秀右傾機會主義錯誤有直接影響。[150]

- 鄭超麟
  - 我們在中國近代史中找不到像他這般的革命家。從甲午到辛亥到己未，我們有著不少的資產階級領袖，其中也有以「社會主義者」甚至「馬克思主義者」自命的，但到了社會主義思想和工人運動合流的時候，他們就望而卻步了，不僅拋棄了社會主義，而且淪入於最反動的營壘。從「二七」到現今，我們也有著不少的從工人運動生長出來的領袖，但他們都沾染了斯大林主義的毒素，甚至王明主義的毒素，無法解除這些毒素。惟有陳獨秀同誌能夠從盧梭主義，進於雅各賓主義，進於馬克思主義，進於列寧主義、托洛茨基主義。這一繁復而急劇的過程，完成於一個人的一生之中，而且每一個階段的轉變的時候，這個人又居於主動的領導地位，可見不是件平庸的事。這個人必須是一個不平庸的革命者性格，有絕頂的聰明、剛強的意誌、敏銳的直覺，不屈服於任何偶像或舊規的。陳獨秀同誌正是這般的性格。……我們視他為領袖，但我們視他為最有經驗的、最忠誠於革命的、最富剛強性格的領袖，並不視他為絕無錯誤的教皇。總之，我們視他為同誌，和他辯論，甚至面紅耳赤地和他辯論。……第四國際中國支部曾以中國這樣一個偉大思想家和偉大人物為領袖，是足可自豪的！[151]

- 王凡西
  - 独秀的晚年思想，一如在他的《最后论文与书信》中所表示，离托洛茨基主义已很远了。可是不光是我，还有不少同志们，都认为独秀在那些文字中所表示的思想井不能算是“最后的”。倘若“天假以年”，在往后的历史事变影响之下，他多半仍将是托派的同志——因为他那绝不势利的彻底革命者的性格，以及那个所谓天才式的观察者的思想方法，不可能符合于他的朋友胡适之的愿望：由无条件歌颂民主制进而拥护资产阶级的统治。[152]
  - 陈独秀的立场，如果发展到彻底，原应该与考茨基采取同一态度，根本否认人口中占极少数的工人可以组织政党来领导革命，根本否认一些资产阶级出身的知识分子可以组织代表工人阶级利益的政党，根本否认凭借军事斗争可以进行社会主义革命。可是陈独秀不会这样否定，他至死不会对这些根本意见提出疑问。……他非但没有象考茨基那样，诋十月革命为兵士革命，甚至还积极主张我们托派该作军事斗争的。至于中国工人阶级可以而且应该组织政党来革命，这种革命可以而且应该以社会主义为目标，那是他用自己的一生来肯定了的，至死不会在思想上放弃它们。陈独秀的最后见解其实没有发展到它们逻辑的最后。当然，逻辑的「不足」恰好是它政治上的「有余」：他毕竟没有完全陷入第二国际的泥坑里。……在他那篇「根本意见」中，陈独秀只是非常感情地提出了：无产阶级政权应该如彼而不应该如此，应该民主的而非独裁的。至于事实上为什么如此而不如彼，为什么独裁而非民主，他简直不曾思考过。他只是教人「不能把一切归罪于斯大林」，言外之意，就是说，罪恶的最初来源倒在于列宁关于民主的见解。这种看法不但唯心，而且肤浅。要想解释无产阶级政权之为独裁而非民主，自须在社会的实际阶级斗争中寻觅理由。要想解释那个独裁政权之堕落成可怕的专制，自须从国家的经济文化水准，从取得政权与防卫政权所采取的手段，以及从革命和反革命的国际关系上去寻求。……陈独秀探究无产阶级政权的民主与独裁问题，却不从不断革命与「一国社会主义」的根本分歧点出发，自然要陷入唯心与玄学的错误中了。[153]

- 彭述之
  - 獨秀既將斯大林的官僚獨裁認為是列寧的無產階級專政發展之必然結果。他於是更進一步把斯大林的一切背叛思想及其一切政治上的罪惡，都歸咎於列寧的布爾什維克主義。……從此，獨秀的思想便最後轉到了資產階級極端反動的陣營，而以反布爾什維克主義、反第四國際的思想和政策的十字軍急先鋒自居了！……假如獨秀是一個真正的馬克思主義的革命家，即令在極端反動的潮流中也還可以逆流前進的。但異常不幸，獨秀雖贊成共產主義，擁護第三國際，創建中國共產黨，甚至同意托洛茨基的主張，參與第四國際運動，但他卻不是一個具有理論修養和革命經驗的馬克思主義革命家。他雖然有其高度敏感、直覺，甚至天才，但對馬克思主義的科學理論和先進國家的革命經驗，殊少研究。就思想的本質上說來，獨秀始終還是停留在一個小資產階級的民主主義者的基地上。這種民主主義者，在客觀形勢往上升，即往順利的方面走時，他是可以乘機上進的。但在客觀局勢往下降，往極端反動的方面跑，而他自身又遭到不斷的嚴重打擊時，他便很難掙紮得住，而不得不向後面倒退了，一直退到原來的出發點——已經過時的反動的民主主義。[154]

- 唐寶林
  - 1991年蘇聯解體，聯共中央和共產國際絕密檔案陸續開放。1997年後，1920-1927年聯共與國際如何指導中國革命的系統檔案也翻譯介紹到中國來。於是，在中國學術界立即引起了一場關於陳獨秀與大革命研究的革命。
  - 1923至1927年的中國大革命是在聯共政治局和共產國際直接指導下進行的。在此期間，聯共政治局會議專門討論中國革命問題122次，作出了738個決定。這些決定絕大部分由莫斯科的代表、顧問直接在中國執行，命令陳獨秀爲首的中共中央貫徹。中共中央的活動範圍和實際權力是很小的。所謂“陳獨秀右傾機會主義”和“陳獨秀右傾投降主義路綫”是沒有的。[12]

## 纪念
陈独秀逝世后，由于经济拮据，家属无力将其归葬安庆，只能由当地士绅、生前好友资助，临时厝于江津城西门外鼎山邓燮康园地。墓碑上刻有陈独秀生前好友欧阳竟无写的“独秀先生之墓”6个字（一说为台静农所书“独秀陈先生之墓”）。1947年2月，陈独秀三子陈松年根据父亲遗言，将其归葬于安庆北门叶家冲（现属十里铺），与原配夫人高晓岚合于一冢。墓碑上刻“先考陈公乾生之墓”（陈乾生是陈独秀参加科考时所用的名字）。1979年10月，陈松年得到当地有关部门同意和资助，以延年、乔年、松年、鹤年4个儿子的名义重修了墓地。碑文为传统行文“陈公仲甫字独秀、母高太夫人合葬之墓”。1982年安庆市人民政府确定陈独秀墓为市级文物保护单位，又重修了墓冢。此次所立碑上刻着“陈独秀之墓”五个字，石碑的背面仅有生卒年月，无其他字样。1998年5月安徽省人民政府批准陈独秀墓为省级重点文物保护单位。此后各级有关部门编列投资1,300万元，对陈独秀墓进行全面修缮，现墓园占地总面积为1,058.85平方米。墓坐北朝南，由墓冢、墓碑、墓台、护栏、墓道构成。墓碑上刻着“陈独秀先生之墓”七个大字。
2009年10月30日，陈独秀纪念馆在安庆建成并对游客开放，这是迄今为止中国国内唯一系统展示陈独秀一生的纪念性展馆。
陈独秀去世后，朱蕴山作诗寄托哀思：
掀起红楼百丈潮，当年意气怒冲霄。
暮年萧瑟殊难解，夜雨江津憾未消。
一瓶一钵蜀西行，久病山中远塞明。

僵死到头终不变，盖棺论定老书生。

### 影视形象
- 1981年电影《南昌起义》，邵宏来饰演陈独秀。
- 1991年电影《开天辟地》，邵宏来饰演陈独秀。
- 2011年电影《建党伟业》，冯远征饰演陈独秀。
- 2011年电视剧《开天辟地》，王诗槐饰演陈独秀。
- 2011年电视剧《中国1921》，于和伟饰演陈独秀。
- 2012年电视剧《我们的法兰西岁月》，周野芒饰演陈独秀。
- 2017年电影《建军大业》，于和伟饰演陈独秀。
- 2021年电视剧《觉醒年代》，于和伟饰演陈独秀。
- 2021年电视剧《光荣与梦想》，吴刚饰演陈独秀。
- 2021年电视剧《大浪淘沙》，成泰燊饰演陈独秀。
- 2021年电视剧《中流击水》，王志飞饰演陈独秀。
- 2021年电视剧《向警予》，由立平饰演陈独秀。
- 2021年电视剧《百炼成钢》，刘威饰演陈独秀。
- 2021年电影《1921》，陈坤饰演陈独秀。

## 家庭
- 原配高晓岚（高大众）（1876年－1930年），安徽六安霍邱临淮乡人，清末安徽统领副将高登科之女，1897年嫁陈独秀，育有三子一女，陈独秀与庶妹高君曼私奔后，独自抚养儿女，孝敬公婆，逝于安庆[來源請求]。
  - 长子陈延年（1898年－1927年），高晓岚之子。留学法国，曾任中共中央委员、政治局候补委员，广东、浙江及江苏区委书记。1927年6月，在上海北四川路恒丰里104号中共上海区委所在地被国民政府逮捕，拒绝招降，于当年7月4日被杀害。
  - 长女陈玉莹（陈筱秀）（1900年－1928年），高晓岚之女，因为两个兄弟惨死，她前去收尸安葬，受到严重刺激，病逝于上海。
  - 次子陈乔年（1902年－1928年），高晓岚之子。留学法国，曾任中共中央委员，中共北方区委组织部部长、湖北省委组织部部长、湖北省委书记、江苏省委组织部长等职。1928年6月6日，陈乔年在上海龙华的枫林桥畔被处决。
    - 独子陈红五，早夭。
    - 独女陈鸿（陈长鸿）（1928年 - ），长期以“苗玉”之名生活，曾任华野10兵团仓库保管员，参加过解放福建战役，后曾在福州市公安局、轻工局工作，直至离休。

  - 四子陈松年（1910年－1990年），高晓岚之子。曾任安庆市政协常委，安庆市文史馆馆员，安徽省文史馆馆员。妻子窦珩光，育有三女一子。
    - 长子陈长琦，1947年出生，工学硕士，教授，长期从事真空工程与薄膜制备及性能、低温工程技术、环保装备工程技术研究。
    - 长女陈长玮，大学毕业后在一所钢铁设计院工作，曾任工程师。
    - 次女陈长玙，大学毕业后在一家军工厂工作，现为高级工程师。
    - 三女陈长璞，曾任安庆市文物管理局副局长。

- 妾室高君曼（高小众）（1888年－1931年），高晓岚同父异母庶妹。1910年与姐夫陈独秀私奔育有二子一女。1922年起二人关系逐渐冷淡，1925年陈独秀移情别恋施之英，高君曼到南京生活直到去世。
  - 三子陈光美（1907年－1999年），高君曼所生，寄养在四川。由于历史原因，此子一直未承认是陈独秀儿子。
  - 三女陈子美（1912年－2004年），高君曼所生。学习妇产科。与已婚男子张国祥同居生下三个孩子，1936年逼迫张国祥离婚与其正式结婚。抗战胜利后与张国祥离婚并抛弃了三个孩子，与李焕照再婚生下两子，文革时抛下其他家人，带着最小的儿子偷渡香港前往美加地区，后常住美国，其幼子疑似偷走其钱财消失。2004年4月14日，在美国去世，院方一个多月无法找到其家属，最后由其留在国内的与李焕照所生的大儿子出面认领。她逝世后中国驻纽约副总领事崔爱民前去吊唁。[158]
  - 幼子陈鹤年（1913年－2000年），高君曼所生，早年就读于北京大学。受陈独秀党内负面影响，1938年底，陈鹤年改名“陈哲民”，携妻子许桂馨和孩子去了香港，1949年，将妻子孩子送回北京，本人一直滞留香港直到去世。[159]
    - 长女陈祯祥。
    - 次女陈祯荣，文革期间改名陈红。
    - 三女陈祯庆。

- 情婦施之英，醫生，上海醫科大學畢業，1925年与陈独秀相认识，1927年陈独秀被撤消了总书记职务，施之英另嫁他人。其女儿陈虹曾自称为陈独秀之女，陈独秀否认。

- 伴侣潘兰珍（1908年－1949年），江苏南通人，1927年与被撤职回到上海的陈独秀相识同居，1930年结婚，收养一女潘凤仙，后居于上海直至去世。[160]
  - 养女潘凤仙，随潘兰珍姓，现居于上海杨浦区。

### 引用
1. ↑  刘平梅. . 中文马克思主义文库.   [2020-02-24]. （原始内容存档于2016-02-16）.
2. ↑  . 中新社. 2004-05-28. （原始内容存档于2004-07-02）.
3. ↑  唐寳林，《陳獨秀全傳》，2011年，“1914年，陳獨秀在《甲寅》第4期上第一次用筆名‘獨秀’發表的政論文章《愛國心與自覺心》”
4. ↑  陳獨秀.  . 维基文库. 1929 （中文）. “消極地向中央提出辭職書”
5. ↑  . 人民网. 凤凰网. 2007-07-13  [2012-06-13]. （原始内容存档于2013-03-07）.
6. ↑  陳獨秀.  . 维基文库. 1929年8月5日 （中文）.
7. 1 2  陳獨秀.  . 维基文库. 1937 （中文）.
8. 1 2 3 4  陳獨秀.  . 维基文库 （中文）.
9. 1 2  陳獨秀.  . 维基文库. 1940 （中文）.
10. 1 2 3  毛澤東，《“七大”工作方針》，1945年4月21日
11. 1 2 3 4 5  中國共產黨.  . 维基文库 （中文）.
12. 1 2  唐寶林，《陳獨秀全傳》，2011年，“1999年，中國社科院近代史研究所研究員楊奎松首先利用這套資料寫成《陳獨秀與共產國際》一文，刊登在當年《近代史研究》第2期上。文章首次全面否定了“陳獨秀右傾機會主義”的傳統觀念。......《歷史研究》發表了由我撰寫的《重評共產國際指導中國大革命的路綫》長篇論文。文章認爲：1923至1927年的中國大革命是在聯共政治局和共產國際直接指導下進行的。......中共中央的活動範圍和實際權力是很小的。所謂“陳獨秀右傾機會主義”和“陳獨秀右傾投降主義路綫”是沒有的
13. 1 2  陳獨秀.  . 维基文库 （中文）. “適之兄說弟是一個‘終身的反對派’，實是如此”
14. 1 2 3 4  胡適.  . 维基文库 （中文）. “因為他是一個‘終身反對派’，所以他不能不反對獨裁政治，所以他從苦痛的經驗中悟得近代民主政治的基本內容，‘特別最重要的是反對黨派之自由。’”
15. ↑  唐寳林，《陳獨秀全傳》，2011年，“後來，自己取名，用作化名、別名、筆名的，現已查明有四十幾個，其中重要的有︰獨秀、眾甫、CC生、三愛、陳仲、山民、隻眼、王坦甫、致中、T. S. CHEN、撒翁、頑石、雪衣、三戶、鳦兒、孔甲、明夷等。”
16. ↑  . news.xinhuanet.com. （原始内容存档于2008年8月25日）.
17. ↑  唐宝林. . 香港中文大学出版社. 2011-11: 142.
18. ↑  光绪二十九年（1903 年） （页面存档备份，存于），大事记 安徽省志02
19. ↑  阙名：《安庆藏书楼革命演说会》，未刊稿
20. ↑  陳獨秀.  . 维基文库. 1915年9月15日 （中文）.
21. ↑  陳獨秀.  . 维基文库. 1915年9月15日 （中文）.
22. ↑  陳獨秀.  . 维基文库. 1919年 （中文）.
23. ↑  蔡元培.  . 维基文库. 1934-01-01. 我到京後，先訪醫專校長湯爾和君，問北大情形。他說：“文科預科的情形，可問沈尹默君；理工科的情形，可問夏浮筠君。”湯君又說：“文科學長如未定，可請陳仲甫君。陳君現改名獨秀，主編《新青年》雜誌，確可為青年的指導者。”因取《新青年》十餘本示我……現在聽湯君的話，又翻閱了《新青年》，決意聘他。
24. ↑  蔡元培.  . 维基文库. 1918年10月30日 （中文）.
25. ↑  蔡元培.  . 维基文库. 1919年9月20日 （中文）.
26. ↑  蔡元培.  . 维基文库. 1918年1月19日 （中文）.
27. ↑  周作人，《知堂回想錄》中122章“卯字號的名人二”，“北京御用報紙經常攻擊仲甫，以彼不謹細行，常作狹斜之游，故報上記載時加渲染。說某日因爭風抓傷某妓下部，慾以此激起輿論，因北大那時有進德會不嫖不賭不娶妾之禁約也”
28. ↑   . 维基文库 （中文）.
29. ↑  周作人，《知堂回想錄》中122章“卯字號的名人二”，“九月十七日，知仲甫昨出獄。...在這以前...以違警見捕，本來學校方也可以不加理睬，但其時蔡校長已經出走（注：五四以後蔡元培5月9日辭職，9月20日回校），校内評議會多半是‘正人君子’之流，所以任憑陳氏辭職，於是拔去了眼中釘，反動派乃大慶勝利了”
30. ↑  1921年3月8日上海《中华新报》：陈独秀“开章明义即言废德仇孝，每天各校演说，必极力发挥万恶孝为首、百善淫为先之旨趣……凡社会上嚣张浮浪之徒无不乐闻其说，谓父子为路人，谓奸合为天性！”。4月，陈独秀在《新青年》8卷6号“什么话”栏声明辟谣。
31. ↑  路运占. . 北京档案. 2021  [2021-09-02]. （原始内容存档于2021-12-11）.
32. ↑  陈独秀.  . 维基文库. 1929年12月10日 （中文）. 我自始至终都未能积极的坚持我的提议，一直到此时实在隐忍不下去了，才消极的向中央提出辞职书，其主要的理由是说：‘国际一面要我们执行自己的政策，一面又不许我们退出国民党，实在没有出路，我实在不能继续工作。’
33. 1 2   . 维基文库. 1927年7月13日 （中文）.
34. ↑  唐宝林，《陈独秀全传》，2011年
35. ↑  陈独秀.  . 维基文库. 1929年7月28日 （中文）.
36. ↑  中共中央.  . 维基文库. 1929年8月3日 （中文）.
37. ↑  陈独秀.  . 维基文库. 1929年8月5日 （中文）.
38. ↑  《共產國際執行委員會遠東局關於共產國際執行委員會第十次全會決議的決議》,《联共（布）、共产国际与中国苏维埃运动》第八卷（1927-1931） （页面存档备份，存于），192-196頁，1929年10月，“陈独秀同志表达了最右倾机会主义的，而且常常也是反革命的观点。关于中东路问题，他绐中央写了几封信，还散发到党的基层组织，在这些信中，陈独秀反对提出保卫苏联的口号和就此问题由党组织群众大会和示威游行。陈独秀以所谓中国工人在政治上不成熟和不理解这样的口号的这种机会主义理由来掩饰他的机会主义的左翼国民党观点。取代保卫苏联口号，陈独秀提出了苏联和现中国政府共同同帝国主义作斗争的口号。陈同所有机会主义者一样，反对布尔什维克党的组织原则，拒绝承认党的机构的决议，拒绝参加党的工作。陈独秀和他的拥护者的错误不是暂时性的，相反，它们还在沿着反共、反党方向发展。因此，陈和他的拥护者只有在承认和纠正他们的倾向、承认党和共产国际的路线的正确性并接受和执行党和共产国际的一切决议的情况下，才能继续留在党和共产国际的队伍内。”
39. ↑  中共中央.  . 维基文库. 1929年11月15日 （中文）.
40. ↑  李新總主編，中國社會科學院近代史研究所中華民國史研究室，韓信夫、姜克夫主編 (编). . 北京: 中華書局. 2011. ISBN 9787101079982.
41. ↑  祝彦, , 北京日报, 2010-12-20  [2011-07-09], （原始内容存档于2012-01-11）
42. ↑  . 《红色中华》. 1933-05-08.
43. 1 2  祝彦. . 人民出版社. : 75. ISBN 7010058652.
44. ↑  . 南都周刊. 2012-05-29  [2013-03-16]. （原始内容存档于2012-09-01）.
45. ↑  . dangshi.people.com.cn.   [2019-05-08]. （原始内容存档于2019-05-08）.
46. 1 2 3 4 5 6 7  吴葆朴、李志英. . 北京: 中共党史出版社. 2007. ISBN 978-7-80199-6855.
47. ↑  Lee Feigon. . Princeton University Press. 14 July 2014: 223. ISBN 978-1-4008-5805-7 （英语）.
48. ↑  王观泉，诬陷陈独秀为汉奸问题的深究 （页面存档备份，存于），《先驱》第53期，1999年8月
49. ↑  . wh.peoplexz.com. （原始内容存档于2010年9月11日）.
50. 1 2  吕丽妮. . 海峡都市报 (株洲日报). 2014-08-18: A30.
51. ↑  罗学蓬.  (转载). 文史精华. 2006, (1)  [2014-08-18]. （原始内容存档于2014-08-19）.
52. ↑  赵世富 皮运禄.  (收费). 四川统一战线. 2003, (2)  [2014-08-18]. （原始内容存档于2014-08-19）.
53. ↑  夏志清，《中國現代小説史》
54. ↑  魯迅，《我怎麽做起小説來》，1933年，“《新青年》的編輯者，卻一回一回的來催，催幾回，我就做一篇，這裏我必得紀念陳獨秀先生，他是催促我做小説最著力的一個。”
55. 1 2  胡適.  . 维基文库. 1932年10月29日 （中文）.
56. ↑  胡適.  . 维基文库. 1922年 （中文）.
57. ↑  陳獨秀.  . 维基文库. 1937年 （中文）.
58. ↑  陳獨秀，《孔子之道與現代生活》，1916年
59. ↑  李大釗.  . 维基文库. 1919年 （中文）.
60. ↑  陳獨秀，《婚姻》，1904年5月15日《安徽俗話報》第3期
61. ↑  陳獨秀.  . 维基文库. 1919年1月 （中文）.
62. ↑  陳獨秀.  . 维基文库. 1915年 （中文）.
63. ↑  陳獨秀.  . 维基文库. 1920年1月 （中文）.
64. ↑  陳獨秀.  . 维基文库. 1917年1月1日《新青年》 （中文）.
65. ↑  陳獨秀，《每周評論》隨感錄“公理何在”，1919年2月9日，“此次歐洲的大戰，...過激派的行爲，縱或有不是的地方，但是協約國把他們破壞俄、德兩大專制的功勞，一筆抹殺，又試問公理何在？”
66. ↑  陳獨秀.  . 维基文库. 1919年12月1日《新青年》 （中文）. Bolsheviki是不是擾亂世界和平，全靠事實證明，用不著我們辯護或攻擊；...Bolshevikism的內容，和他們如果得志思想上有無變遷，能不能叫世界和平，固然沒有人能夠斷定。
67. ↑  陳獨秀.  . 维基文库. 1915年9月《新青年》 （中文）.
68. ↑  陳獨秀.  . 维基文库. 1916年11月《新青年》 （中文）.
69. ↑  陳獨秀.  . 维基文库. 1919年12月《新青年》 （中文）.
70. ↑  陳獨秀.  . 维基文库. 1919年5月11日 （中文）.
71. ↑  陳獨秀.  . 维基文库. 1918年10月 （中文）.
72. ↑  陳獨秀.  . 维基文库. 1915年9月 （中文）.
73. ↑  陳獨秀.  . 维基文库. 1920年2月1日 （中文）.
74. ↑  陳獨秀.  . 维基文库. 1920年9月1日《新青年》 （中文）.
75. ↑  陳獨秀等.  . 维基文库. 1920年12月1日《新青年》 （中文）.
76. 1 2  陳獨秀，《馬克思的兩大精神》，1922年5月23日《廣東群報》，“馬克思就以自然科學的歸納法應用於社會科學。馬克思搜集了許多社會上的事實，一一證明其原理和學説。...現代人說馬克思為科學的社會主義，和空想的社會主義不同，便是在此。”
77. ↑  陳獨秀等.  . 维基文库. 1920年12月1日《新青年》第8卷第4號 （中文）. 像中國這樣知識幼稚沒有組織的民族，外面政治的及經濟的侵略又一天緊迫似一天，若不取急進的Revolution，時間上是否容我們漸進的Evolution呢？
78. ↑  陳獨秀.  . 维基文库. 1921年8月 （中文）.
79. ↑  陳獨秀等.  . 维基文库. 1920年12月1日《新青年》第8卷第4號 （中文）.
80. 1 2  胡適，唐德剛，《胡適口述自傳》，口述於1959年，“那时的陈独秀对“科学”和“民主”的定义却不甚了了。所以，一般人对这两个名词便也很容易加以曲解。更不幸的是，当陈氏在后来遇见了苏联共产党的‘秘密代表’之时，这些名词就真的被曲解了。他们告诉陈君说，他们的‘科学社会主义’才是真正的‘科学’，才是真正的‘民主’。老的民主根本不成其为民主，因为那只是‘布尔乔亚（bourgeoisie，中产阶级）’的民主。只有‘布尔什维克党人’（Bolsheviks）所推行的所想望的新的民主，才是人民大众和‘普罗阶级’（proletariat，无产阶级）的民主。因此‘科学’和‘民主’，在这里又有了新的意义了。”
81. ↑  陳獨秀.  . 维基文库. 1923年11月 （中文）.
82. ↑  陳獨秀.  . 维基文库. 1923年12月 （中文）.
83. ↑  胡適.  . 维基文库. 1923年11月 （中文）.
84. ↑  陳獨秀.  . 维基文库. 1920年9月 （中文）.
85. 1 2  列寧，民族和殖民地問題提綱初稿 （页面存档备份，存于），1920年6月5日
86. ↑  張國燾，《我的回憶》，1974，“這次遠東勞苦人民大會單就中國革命運動來說，它的影響確是相當重大的。最主要之點是：這次會議在正式的和非正式的商討中，確定了中國革命的反帝國主義的性質，換句話說，反帝國主義被視為中國革命的主要任務。 
反對外國侵略的運動在中國近代史上本就繼續不斷，一般愛國主義者和革命人物在意識上往往只是反對某一侵略事實或某一個侵略國家。革命人物多以為如果內部革命成功，列強侵略是可以被遏止的。中國共產黨一向認為社會革命是它的主要任務，反對帝國主義的愛國運動只是一個附帶的要求。經過這次大會，確認了反對帝國主義是應該立刻開始的主要活動。
“反帝國主義的聯合戰線”這個新觀念也在這次大會中形成。奠定了國共合作的基石。 
我回國以後，曾將這些成就報告中共中央，並為中共中央所欣然接納。中共中央在一九二二年六月十日所發表的時局主張和七月間中共第二次代表大會宣言，就是根據這次大會的結果所擬具。從此，中共也由一個共產主義研究性質的團體進入政治活動的性質，國共合作的理想也第一次由中共中央正式提到中國革命的議程上。 
其他代表們回國以後，對反帝國主義這一點意見是一致的。當時一般中國人還不知帝國主義為何物，甚至像胡適這樣著名學者也還認為反帝國主義是海外奇談。後來經過中共的宣傳和出席這次會議的代表們的多方介紹，“反帝國主義”這個名詞，不久就成為人所共知。不管後來中國革命起了一些甚麼變化，但這把“反帝國主義”的火，放得確實不小，它燒遍了中國，也蔓延到了東方各地。
87. ↑  列寧，《帝國主義是資本主義的最高階段》，1916年
88. ↑   . 维基文库. 1922年7月 （中文）.
89. ↑  瞿秋白.  . 维基文库. 1923年5月 （中文）.
90. ↑  陳獨秀.  . 维基文库. 1929年 （中文）.
91. ↑  陳獨秀.  . 维基文库. 1921年9月 （中文）. 我們中國人，尤其是知識階級，尤其是美國留學生，對於華盛頓太平洋會議，有兩個喚不醒的迷夢：（一）他們以為此次華盛頓會議是中國免除外患千載一時的機會，列強至少美國必然主張正義人道幫助中國抵抗日本。...在這資本私有制度所必然產生的帝國主義時代，哪一個不是借口自由競爭實行弱肉強食，除非列強他們自己拋棄殖民政策，毀壞他們自己的商業，他們如何能夠主張正義人道來幫助弱小民族，所以我們中國人第一個迷夢，可以說是‘與虎謀皮’了
92. ↑   . 维基文库. 1922年7月 （中文）. 國際帝國主義宰製下之中國：華盛頓會議給中國造成一種新局面，就是歷來各帝國主義者的互競侵略，變為協同的侵略。這種協同的侵略將要完全剝奪中國人民的經濟獨立，使四萬萬被壓迫的中國人都變成新式主人國際托辣斯的奴隸。因此最近的時期，是中國人民的生死關頭，是不得不起來奮鬥的時期。
93. ↑  張國燾，《我的回憶》，“中共第二次代表大會，起草一個政治宣言確是這次大會的唯一重要的任務。我和蔡和森又推陳獨秀先生為執筆人”。
94. ↑  胡適.  . 维基文库. 1922年10月 （中文）. 中國共產黨的宣言裏有許多很幼稚的，很奇怪的議論。...外國投資者的希望中國和平與統一，實在不下於中國人民的希望和平與統一。自從辛亥革命以來，世界列強對中國的態度已有一種很明顯的變遷了。...中國的國民外交和美國的輿論竟能使華盛頓會議變成一個援助中國解決一部分中、日問題的機會。...當日熱心援助中國代表團的許多學者，輿論家，並不是替‘資本帝國主義者’做走狗的
95. ↑  陳獨秀.  . 维基文库. 1924年9月3日 （中文）.
96. ↑  胡適.  . 维基文库. 1924年9月12日 （中文）.
97. ↑  《利金致共產國際執委會遠東部的報告》，載於《聯共（布）、共產國際與中國國民革命運動（1920—1925）》第1卷 （页面存档备份，存于），中共中央黨史研究室第一研究部譯，北京圖書館出版社，1997年，第92頁：“上海中央局建立了由7人組成的專門委員會，來對這場運動進行實際領導，它制定了詳細的運動計劃，可歸納為以下五點：1.組建合法的非基督教青年同盟，其中央機構設在上海；2.制定同盟章程；3召開非基督教組織代表大會；4.通過派我們的同誌以基督教代表身份參加會議來從內部破壞基督教代表大會；5.通過派我們的同誌參加基督教同盟地方組織來瓦解基督教同盟。...運動的縂指揮部從第一天起就掌握在共產黨中央局手中，它通過青年團成功地控制了整個運動。...運動的基本力量確實是我們的共產主義小組和社會主義青年團”。
98. 1 2  李穎，《陳獨秀與共產國際》，上海人民出版社，2019年
99. 1 2  陳獨秀.  . 维基文库. 1929年12月10日 （中文）.
100. ↑  列寧，民族和殖民地問題委員會的報告 （页面存档备份，存于），1920年7月26日
101. ↑  張國燾，《我的回憶》，1974
102. ↑  陳獨秀.  . 维基文库. 1929年12月10日 （中文）. 遠東勞動人民大會散會不久，共產國際即派代表馬林來中國，要求中共中央全體委員在西湖開會，提議加入國民黨的組織，力言國民黨不是一個資產階級的黨，而是各階級聯合的黨，無產階級應該加入去改進這一黨以推動革命。當時中共中央五個委員：李守常、張特立、蔡和森、商君宇及我，都一致反對此提議，其主要的理由是，黨內聯合乃混合了階級組織和牽制了我們的獨立政策。最後，國際代表提出中國黨是否服從國際決議為言，於是中共中央為尊重國際紀律遂不得不接受國際提議，承認加入國民黨。
103. ↑  中國共產黨中央委員會.  . 维基文库. 1922年7月 （中文）.
104. ↑  陳獨秀.  . 维基文库. 1929年12月10日 （中文）. 五卅運動是年十月，在北京召集的中共中央擴大會議，我在政治決議案委員會提議：戴季陶的小冊子不是他個人的偶然的事，乃是資產階級希圖鞏固自己階級的努力，以控制無產階級而走向反動的表現，我們應該即時退出國民黨而獨立，始能保持自己的政治面目，領導群眾，而不為國民黨政策所牽制。當時的國際代表和中共中央負責同誌們一致嚴厲的反對我的提議，說這是暗示中共黨員群眾走向反對國民黨的道路。主張不堅決的我，遂亦尊重國際紀律和中央多數意見，而未能堅持我的提議。
105. ↑  《共產國際執行委員會政治書記處<關於中國共產黨的組織任務>的決議》，不早于1927年1月19日於莫斯科，載於《共產國際、聯共（布）與中國革命檔案資料叢書》第4卷 （页面存档备份，存于），北京圖書館出版社，1998年出版，76-89頁，“共產國際執委會第七次全會強烈譴責中共內主張退出國民黨的某些同誌。同樣應該譴責中共中央1925年十月全會的決議，因為這次全會主張放棄在整個國民黨組織內與國民黨合作的策略，轉而采取與國民黨結盟的策略。顯然，這種觀點只不過是退出國民黨的建議的另一種形式，是建議堅持退出方針。...在最近一個時期中國共產黨不僅應反對共產黨員退出國民黨的各種傾向，而且還應反對國民黨分裂。”
106. ↑  陳獨秀.  . 维基文库. 1929年12月10日 （中文）. 我在三月二十日事变后对国际报告中，陈述我个人的意见，主张由党内合作改为党外联盟，否则其势必不能执行自己的独立政策，获得民众的信任。国际见了我的报告，一面在真理报上发表布哈林的论文，严厉的批评中共有退出国民党的意见，说：‘主张退出黄色工会与退出英俄职工委员会，已经是两个错误，现在又发生第三个错误——中共主张退出国民党’。一面派远东部长吴廷康到中国来，矫正中共退出国民觉之倾向。那时，我又以尊重国际纪律和中央多数意见，而未能坚持我的提议。
107. ↑  《聯共（布爾）中央政治局會議第22號（特字第16號）記錄》，1926年4月29日，載於《共產國際、聯共（布）與中國革命檔案資料叢書》第3卷 （页面存档备份，存于），北京圖書館出版社，1998年出版，236-237頁，“決定：（3）認爲國共破裂問題具有頭等重要的政治意義。認爲這種破裂是絕對不能允許的，認爲必須實行讓共產黨留在國民黨内的方針”。
108. ↑  陳獨秀.  . 维基文库. 1929年12月10日 （中文）. 蒋介石李济深相继屠杀工农后，国民党日益看轻了无产阶级的力量，汪精卫及国民党全体中央委员的反动态度与政策日益发展。二我在本党的政治局会议上报告两党联席会议时说:‘我们和国民党的合作日益入于危险，他们和我们所争的，表面上好象是这样或那样的各个小问题，实际上他们所要的是整个的领导权。现在只有两条路摆在我们的面前：放弃领导权或是和他们决裂’。会议上以沉默的态度答复了我的报告。马日事变后，我两次在政治局会议上提议退出国民党，最后一次，我说：‘武汉国民党已服着蒋介石走，我们若不改变政策，也同样是走上蒋介石的道路了’。当时只有任弼时说一声：‘是的呀！’和周恩来说：‘退出国民党后工农运动是方便得多，可是军事运动大受损失了。’其余的人仍是以沉默的态度答复了我的提议。同时我和秋白谈论此事。秋白说‘宁可让国民党开除我们，不可由自己退出。’我又和鲍罗廷商量，他说：‘你这个意见我很赞成，但是我知道莫斯科必不容许’。那时我又以尊重国际纪律和中央多数意见，而未能坚持下去。
109. ↑  陳獨秀.  . 维基文库. 1929年12月10日 （中文）. 北伐軍出發了，因為我們在機關報《向導》上批評因北伐而抑制後方的工人運動和向農居勒派軍費大受國民黨的壓迫，同時上海工人將近要起來暴動驅逐直魯軍，暴動如成功，必然發生政權問題。此時我在中央擴大會議的政治決議案起草中提議:中國革命有兩條道路:一是由無產階級領導始能貫徹目的;一是由資產階級領導，必然中途背叛革命。我們此時雖然可以與資產階級合作，同時要奪取領導權。國際駐上海的遠東部一致反對我的意見，說這樣的意見會影響同誌們過早的反對資產階級，並且肯定的說上海暴動如果成功，政權應屬於資產階級，工人不必有代表參加。那時我又因他們的批評，而未能堅持我的意見。
110. ↑  陳獨秀.  . 维基文库. 1929年12月10日 （中文）. 次年（一九二六年）蒋介石的三月二十日政变(注：中山艦事件），...我们主张准备独立的军事势力和蒋介石对抗，特派彭述之同志代表中央到广州和国际代表面商计划。国际代表不赞成，并且还继续极力武装蒋介石，极力的主张我们应将所有的力量拥护蒋介石的军事独裁来巩固广州国民政府和进行北伐。我们要求把供给蒋介石、李济深等的枪械匀出五千支武装广东农民，国际代表说：‘武装农民不能去打陈炯明和北伐，而且要惹起国民党的疑忌及农民反抗国民党’。
111. ↑  陳獨秀.  . 维基文库. 1929年12月10日 （中文）. 一九二七年北伐軍占領上海前後，秋白所重視的是上海市政府選舉及聯合小資產階級（中小商人）反對大資產階級，彭述之、羅亦農和我的意見以為:當時市政府選舉及就職，並不是中心問題，中心問題乃是無產階級的力量若不能戰勝蔣介石的軍事勢力，小資產階級不會傾向我們，蔣介石必然在帝國主義指揮之下屠殺群眾，那時不但市政府是一句空話，勢必引起我們在全國範圍內的失敗。因為蔣介石如果公開的背叛革命，決不是簡單的他個人行動，乃是全中國資產階級走到反動營壘的信號。當時由述之親到漢口向國際代表及中共中央多數負責同誌陳述意見和決定進攻蔣軍的計劃。那時他們對上海事變都不甚措意，連電催我到武漢。他們以為國民政府在武漢，一切國家大事都應該集中力量在武漢謀解決。同時，國際又電令我們將工人的槍械埋藏起來，避免和蔣介石軍隊沖突，勿以武裝力量擾亂租界等，亦農看了這個電報，很憤激地把它摔在地下。那時我又以服從國際命令，未能堅持我的意見，而且根據國際對國民黨及帝國主義的政策，和汪精衛聯名發表那樣可恥的宣言。
112. ↑  陳獨秀.  . 维基文库. 1929年12月10日 （中文）. 我自始至終都未能積極的堅持我的提議，一直到此時實在隱忍不下去了，才消極的向中央提出辭職書，其主要的理由是說：“國際一面要我們執行自己的政策，一面又不許我們退出國民黨，實在沒有出路，我實在不能繼續工作。
113. ↑  陳獨秀.  . 维基文库 （中文）.
114. ↑   . 维基文库. 1927年8月7日 （中文）.
115. ↑  中共中央黨史研究室，《中國共產黨簡史》，2001年，“中國共產黨作為共產國際的一個支部，直接受共產國際的指導。共產國際及其代表雖然對大革命起了積極的作用，但由於他們並不真正了解中國的情況，也作出過許多錯誤的指示，出了一些錯誤的主意。幼年的中國共產黨，還難以擺脫共產國際的錯誤指導。這對釀成陳獨秀右傾機會主義錯誤有直接影響。”
116. 1 2  陳獨秀.  . 维基文库. 1929年12月15日 （中文）.
117. ↑  中國共產黨.  . 维基文库. 1929年10月5日 （中文）.
118. ↑  陳獨秀.  . 维基文库. 1931年12月5日 （中文）.
119. ↑  陳獨秀.  . 维基文库. 1929年8月5日 （中文）.
120. ↑  陳獨秀.  . 维基文库. 1932年10月1日 （中文）. 無產階級的蘇維埃政權，是被榨取者大眾的民主主義
121. ↑  托洛茨基，《論國民會議口號 —— 致中國反對派》 （页面存档备份，存于），1930年4月2日，“當爭取多數工作完成之時，我們即...用革命的階級獨裁 —— 蘇維埃來代替議會民主制度的國民會議”
122. ↑  陳獨秀.  . 维基文库. 1930年2月17日 （中文）. 關於中國問題中目前最主要的就是：(一)將來第三次革命的政權是工農民主獨裁，還是無產階級獨裁？
123. 1 2  英語：，德語：
124. ↑  陳獨秀.  . 维基文库. 1932年10月1日 （中文）. 民主主義的思想，由古代社會傳到階級社會，它也和別的事物一樣，要受階級的影響，而不能成為超階級的怪物，一是資產階級的民主主義，在無產階級的民主主義面前，它是狹小的，而比之中世紀制度，則是高度發展的，是進步的。
...我們為什麼要力持二者之間有階級的分歧呢？這並不是名詞或單純的組織形式問題之爭，而是因為二者各有不同的內容，即是，國民會議即使在無產階級政權之下召集的國民會議，它也不能排除對小資產階級群眾特別是農民的妥協（不如此便沒有召集國民會議之必要了），它並未能公然剝奪榨取階級參加的權利（普選制），即未能完全走出榨取者的民主主義範圍，它只能解決民主任務（是因為在無產階級政權之下）。無產階級的蘇維埃政權，是被榨取者大眾的民主主義，它比之榨取階級的民主主義，在形態上有更高的發展，在性質上有根本的改變，它和農民的關係，開始確定一種新的形式，即中農除外，連貧農亦須‘歸納於無產階級專政的鐵的紀律範圍之內’的工農聯合，它不僅能夠解決民主任務，而且還能夠保證最健全地轉到社會主義去的唯一形式（列寧）。
如果國民會議和蘇維埃政權是一個東西，而沒有在階級意義上的和歷史意義上的任何差別；那末托洛斯基同志只不過在這兩個異名同實的口號當中，挑選一個較灰色的告訴我們。這就是革命過渡的革命民主口號！這也未免太過兒戲了吧？
...共產黨能夠而且應該提出：以普遍的平等的直接的和無記名的選舉權為基礎之全權的立憲會議口號，在這個口號的鼓動過程中，共產黨自然要向群眾解釋，說這個立憲會議不一定能夠召集成功，如果召集成功了，倘若物質的權力仍在國民黨軍閥手裏時候，這個立憲會議仍是沒有力量的。由此，我們又有重新提出武裝工農口號之可能。
...正確的結合這些口號，各個口號之恰合時機的提出，共產黨就能夠從地底下走出來，結合群眾，爭取群眾的信仰並以此促進建立蘇維埃和直接奪取政權鬥爭之時代，迅速的到來。
...在這個口號（'全權的國民會議'）之下，共產黨先鋒隊就可以在自己的周圍團結起工人，被壓迫城市平民以及幾萬萬貧農等廣大群眾，以為反對國內外壓迫者之暴動。
125. ↑  陳獨秀.  . 维基文库. 1931年5月1日 （中文）. 反對國民黨的訓政和軍事獨裁，必然采用過渡的民主要求，如要求召集自由平等直接無記名投票的普選而產生的全權的國民會議，以解決國家最重要的問題。現在國民黨召集其禦用的國民會議，正需要我們拿出普選的全權的國民會議號召工人及平民群眾與之對抗，並提出我們的政綱。...自然國民會議以及一切民主口號最易引起機會主義的曲解。...因此我們必須預先指明的：我們的目的，並不在爭取會議制的和平發展，也不是在建立民主共和國，而是要求走上無產階級奪取政權的道路。民主口號的根本意義，就在能夠引導至這一道路，只有這一道路才是解決民族獨立國家統一的任務和提高民眾生活水平線的真正道路
126. ↑  托洛茨基，《論國民會議口號 —— 致中國反對派》 （页面存档备份，存于），1930年4月2日，“革命的階級獨裁，即蘇維埃”才是根本目的：“少數的共產主義者，現在已經知道了普選權是資產階級統治形式之一，只有無產階級專政才能把資產階級統治消滅。...我們應否參加此種代表機關的選舉呢？當然我們要參加。假使我們在這個時候又是力量不夠，不能用更高的國家組織形式 —— 蘇維埃 —— 來代替它。...當爭取多數工作完成之時，我們即提出蘇維埃的政綱與國民會議的政綱對抗，把全國大多數的被壓迫的群衆集合於蘇維埃旗幟之周圍，這樣即可能在實際上而非在紙上，用革命的階級獨裁 —— 蘇維埃來代替議會民主制度的國民會議”
127. ↑  陳獨秀.  . 维基文库. 1932年4月16日 （中文）. 真的民主政治，絕不是和平方法可以實現的，只有工人貧農、一切勞苦大衆以血來推翻整個的榨取階級，實現立法權力和執行權力合一化的蘇維埃政制，才能夠表現出來。
128. ↑  陳獨秀（筆名頑石），《我對於幾個問題的意見》，收錄于《政治問題討論集之三 —— 現階段的形勢與反對派任務》（下冊），1934年10月22日
129. ↑  陳獨秀（筆名雪衣），《我們走哪條路》，收錄于《政治問題討論集之二 —— 國民會議與蘇維埃》，1934年5月12日
130. ↑  王凡西，《雙山回憶錄》 （页面存档备份，存于），1957年
131. ↑  彭述之（筆名區白），《評雪衣的<國民會議與蘇維埃> —— 再論十月革命的經驗》，1934年5月12日
132. ↑  劉仁靜（筆名列爾士），《經濟復興與民主鬥爭 —— 答雪衣同志》，1934年5月12日
133. ↑  王凡西，《雙山回憶錄》 （页面存档备份，存于），1957年，“他比較鄭重地研究了民主主義的歷史發展。結果他達到這樣一個結論：人類的歷史主要乃是一部民主的發展史。據他的看法，自從奴隸社會破壞了原始共產主義社會的民主以後，繼起的各種社會形態更叠，不變地代表著民主的提高與擴大。雖然歷史發展所循的途徑是彎曲的，但在較長的時距內看，代表民主的那條線總在向上延伸。因此他獲得了又一個結論：民主是社會進步抑或倒退的最可信指標，它本身並不含有階級性，更不是資產階級的專利品，社會主義者若在民主頭上扣上某某階級的帽子而加以排拒，則是反動而非進步。他認為一個真正的工人國家絕對應該比任何資產階級更加民主。”
134. ↑  唐寶林，《陳獨秀全傳》，2011年
135. ↑  陳獨秀.  . 维基文库. 1938年3月20日 （中文）.
136. ↑  陳獨秀.  . 维基文库. 1938年8月24日 （中文）.
137. 1 2  陳獨秀.  . 维基文库. 1940年9月 （中文）.
138. ↑  陳獨秀.  . 维基文库. 1938年10月12日 （中文）. 本年三月七日中國共產黨的機關報——《新華日報》有一段攻擊法西斯特的文章。...這一段話真說的痛快淋漓！可是我們也要勸他們拿鏡於照照自己！凡是攻擊法西斯特的人們，便應該自己反省一下，有沒有和法西斯特同樣的行為，不要在別人是‘暴行’、‘橫行’、‘鉗制’、‘封鎖’、‘顛倒是非’、‘淆亂黑白’，在自己便是政治鬥爭的正當手段，說什麽‘只問目的，不擇手段’！我們之反對法西斯特，不唯其名唯其實，無論他掛的是何等金字招牌，無論他為了何種目的，只要他在事實上采用和法西斯特同樣的手段，我們都一律反對。
139. ↑  陳獨秀.  . 维基文库. 1938年3月20日 （中文）. 你們向來不擇手段，不顧一切事實是非，只要跟著你們牽著鼻子走的便是戰士，反對你們的便是漢奸，做人的道德應該這樣嗎？
140. ↑  陳獨秀.  . 维基文库. 1937年 （中文）.
141. ↑  胡適.  . 维基文库 （中文）.
142. ↑  魯迅.  . 维基文库. 1933年 （中文）.
143. ↑  魯迅.  . 维基文库. 1933年 （中文）.
144. ↑  斯諾，《西行漫記》，1937年
145. ↑  . . 人民出版社. 1977: 207–208.
146. ↑  毛泽东，在成都会议上的讲话，1958年3月10日
147. ↑  毛泽东，在中国共产党第八次全国代表大会第二次会议上的讲话，1958年5月17日
148. ↑  毛泽东，1971年8月28日与刘兴元、丁盛、韦国清、汪东兴的谈话
149. ↑  胡喬木，《中國共產黨三十年》，1951年，轉載於唐寶林. . 香港中文大學出版社. 2011-11: 自序. ISBN 9789629964610 （中文（繁體））.
150. ↑  中共中央黨史研究室，《中國共產黨簡史》，2001年
151. ↑  鄭超麟. . 中文马克思主义文库. 1942-05-31  [2022-10-05]. （原始内容存档于2022-10-05）.
152. ↑  王凡西. . 1957.
153. ↑  王凡西. . 香港: 香港城市大学. 2018: 314–318. ISBN 978-962-937-343-6.
154. ↑  彭述之. . 中文马克思主义文库. 1942-06-06  [2022-10-05]. （原始内容存档于2022-06-30）.
155. 1 2  江津县志编辑委员会. . 成都: 四川科学技术出版社. 1995: 822. ISBN 7-5364-3095-7.
156. ↑  .   [2009-11-01]. （原始内容存档于2015-05-03）.
157. ↑  .   [2009-11-01]. （原始内容存档于2019-05-02）.
158. ↑  . 中新社. 2004-05-28. （原始内容存档于2004-07-02） （中文（简体））.
159. ↑  .   [2021-07-01]. （原始内容存档于2021-07-09）.
160. ↑  .   [2021-07-01]. （原始内容存档于2021-02-14）.

## 研究書目
- 唐寳林：《陳獨秀全傳》，香港中文大學出版社出版，ISBN: 978-962-996-461-0, 978-962-996-473-3，2011年
- 郭成棠：《陳獨秀與中國共產主義運動》（臺北：聯經出版事業公司，1992）。
- 楊貞德：〈到共產主義之路──陳獨秀愛國主義中的歷史和個人 （页面存档备份，存于）〉。
- 罗志田：〈陈独秀与“五四”后《新青年》的转向 （页面存档备份，存于）〉。
- 姚金果：《解密档案中的陈独秀》，东方出版社，2011年